# Tomares
Tomares es un municipio y ciudad de España, en la provincia de Sevilla, comunidad autónoma de Andalucía. Con 25 374 habitantes en 2023, es el 14.º en población de la provincia y el 4.º de la comarca del Aljarafe. Geográficamente, se encuentra unificado en un único núcleo poblacional, situado a escasos 5 km al oeste de la ciudad de Sevilla, siendo el río Guadalquivir límite municipal entre Tomares y el distrito sevillano de Triana.
Tomares es el municipio con la renta per cápita más alta de toda Andalucía desde 2015, y se ubica entre los más ricos de España. Esto se debe a varios factores como la importante presencia de habitantes que gozan de estabilidad económica y laboral, y de perfiles socioeconómicos altos, considerándose un "oasis" frente a la realidad del resto de la comunidad autónoma.
El municipio se ha consolidado como una de las ciudades más limpias de España tras conseguir en tres ocasiones consecutivas la Escoba de Oro (2014, 2016, 2018), a las que hay que añadir una Escoba de Plata y varias Escoba de Platino (2010, 2020, 2021, 2022, 2023), todas ellas premios a la excelencia en materia de limpieza y cuidado de las vías del municipio.
Tomares es también el municipio con más zonas verdes por habitante de toda Andalucía, contando con alrededor de 25 parques (uno por cada 1000 habitantes) y otros jardines que fomentan la alta calidad de vida que ofrece el municipio.Cabe resaltar el parque Olivar del Zaudín, considerado el pulmón verde del Aljarafe con más de 45 hectáreas de naturaleza.
Destaca como patrimonio histórico y cultural de la ciudad el Tesoro de Tomares, así como numerosas alquerías y haciendas históricas repartidas por el municipio, algunas rehabilitadas para albergar servicios públicos municipales y otras de propiedad privada. Otro de los atractivos turísticos destacables son la restauración, el casino (el único de Andalucía Occidental) y el Club de Golf Zaudín.

## Toponimia
El topónimo de la ciudad de Tomares todavía no tiene un origen cierto por el paso de diferentes civilizaciones y culturas que asignaron al territorio diferentes términos, encontrados en registros y mapas. Si bien existen numerosas teorías que se han traspasado entre generaciones, la mayoría carecen de fundamento.
Una opción viable viene de la mano de un estudio de la toponimia española que asocia Tomares a Tomillare, es decir, "tierra de tomillos".
Otras teorías asocian al nombre de la localidad expresiones latinas, árabes e incluso hebreas relacionadas con enterramientos, ante la posibilidad de haber existido en la zona suroeste una antigua necrópolis. También cuentan muchos tomareños de edad avanzada la posibilidad de que provenga de la expresión "tomar aire" y se haya simplificado a la actual denominación, debido al aire que sopla en el municipio por su diferencia de altitud respecto a la capital sevillana.
Probablemente, el primer uso encontrado que referencia al municipio es de Plinio el Viejo en el siglo I, cuando empleó el término Toma para nombrar a un asentamiento ubicado entre la actual ciudad de Sevilla y el municipio onubense de Escacena del Campo.
Lo cierto es que tras la conquista de Sevilla por Fernando III, su hijo, Alfonso X, la entregó en donación al Consejo de Sevilla, con el nombre de «Tomar». Por otra parte, la transliteración de la pronunciación árabe de la palabra TMR (ﺗﻌﺮ) que significa «dátil» o «palmeral» suele transcribirse en grafía latina de diversas formas entre las que destacan, TaMRah, TaMru y TaMaR que no está lejos de su transcripción medieval ToMaR y que los nombres propios masculinos transcritos como TaMiR, ToMeR o ToMaR (que se refieren literalmente a una persona con una gran cantidad de dátiles) y los femeninos TaMaR o TaMaRa (que significan, palmera), llevan a la conclusión de que podría tener un origen árabe.

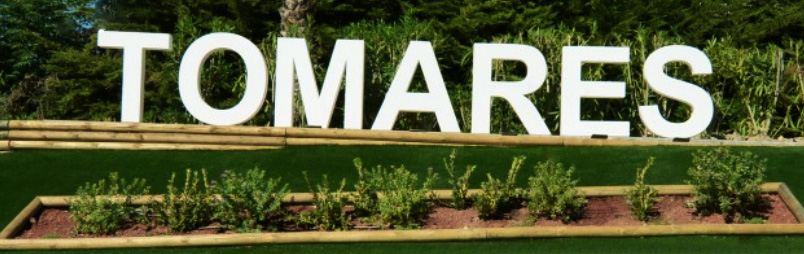
Letrero de bienvenida en la Av. Arboleda

## Símbolos

### Escudo
"«Escudo dividido en aspa: 1 y 4 de gules, la Cruz de la Orden de San Juan de plata; 2 y 3 (o sea en los
flancos) de verde, una torre de oro, va timbrado con la Corona Real Española.»"
Boletín Oficial de la Junta de Andalucía n.º 86, página 52, de 6 de mayo de 2013

El escudo heráldico que representa al municipio se describe como un cuartelado en aspa, en referencia al escudo del conde-duque de Olivares, con una corona real de España cerrada al timbre. Fue admitida la inscripción en el Registro Andaluz de Entidades Locales, con la descripción literal y gráfica indicada en la siguiente cita en el Boletín Oficial de la Junta de Andalucía.
El cuartelado es simétrico impar: el primero y el cuarto los preside la cruz de San Juan de Jerusalén de color plata y de ocho puntas, sobre campo de gules. En el segundo y tercero se ubica una torre dorada sobre campo de sinople. El escudo comparte elementos con otros municipios de la provincia como Espartinas, Alcolea del Río, La Rinconada, Tocina, Lora del Río o San Juan de Aznalfarache, habiendo pertenecido este último a Tomares hasta su separación en 1881. 

### Bandera
Se contempla como bandera la extensión del cuartelado, formando un rectángulo con centro el escudo y manteniendo los colores de cada cuarto en aspa.

## Geografía

### Ubicación
Está situada al sur de la península ibérica, a 60 km del océano Atlántico y a 198 km del estrecho de Gibraltar. En pleno corazón del Aljarafe, la ciudad se ubica en la cornisa al oeste de la ciudad de Sevilla, sólo separados por el río Guadalquivir, dentro del área metropolitana de Sevilla. La cercanía con la capital es la causa de que el municipio goce de acceso directo con las principales arterias de tráfico del sur de España y Portugal.
Se encuentra a una altitud de 78 metros y a 4 kilómetros de la capital de provincia, Sevilla. Su término municipal limita al oeste con Bormujos, al noroeste con Castilleja de la Cuesta, al norte y noreste con Camas, al este con Sevilla y al sur con Mairena del Aljarafe y San Juan de Aznalfarache. En algunos casos, la separación entre estos términos municipales se limita a una calle común a ambos, formando una conurbación, fenómeno urbanístico muy común en la comarca aljarafeña.
| Castilleja de la Cuesta | Camas                    | Camas                    |
| Bormujos                |                          | Sevilla                  |
| Mairena del Aljarafe    | San Juan de Aznalfarache | San Juan de Aznalfarache |

El municipio se encuentra unificado en un único núcleo poblacional en su totalidad, rodeado por la autovía A-49 y SE-30, la Corta de La Cartuja del Guadalquivir y los municipios aljarafeños limítrofes. Esto ha provocado que más del 90 % de su término municipal ya esté edificado en el proceso de urbanización masiva que caracterizan a las modernas áreas metropolitanas como el Aljarafe.

### Clima
Tomares está en una zona de clima mediterráneo con influencias oceánicas, caracterizado por inviernos húmedos y templados, y veranos secos y muy calurosos. De acuerdo con la clasificación climática de Köppen, Tomares tiene un clima mediterráneo (Csa). La temperatura media anual ronda los 18,1 °C. Con una temperatura media de 27,2 °C, agosto es el mes más caluroso del año, al contrario que enero, con 9,8 °C se encuentra en el polo opuesto. En un año, la precipitación media es de 587 mm, siendo la más baja en julio, con un promedio de 1 mm, en contraste con los 88 mm en noviembre.

## Historia

### Prehistoria y Edad Antigua

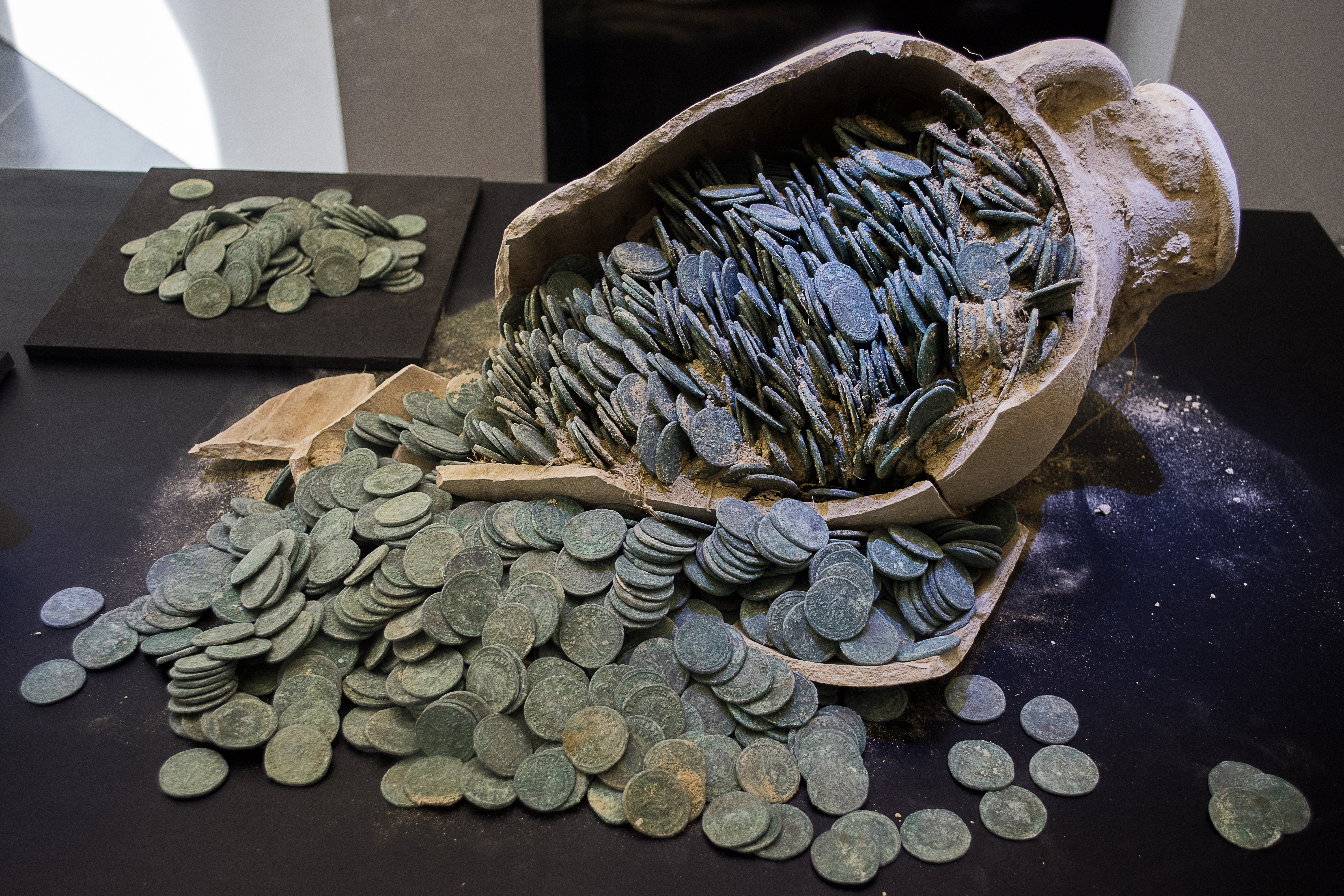
Una de las ánforas romanas encontradas en 2016

En su término municipal y en estrecha relación con su potencial agropecuario, se localiza una amplia serie de asentamientos y vestigios arqueológicos que evidencian una ocupación prolongada de esta zona desde la prehistoria hasta nuestros días. La huella más antigua encontrada en el municipio pertenece a la Edad de Bronce, en la zona de Santa Eufemia, al noreste del municipio.
En época romana, el actual área que comprende el municipio se ubicaba entre las ciudades romanas de Hispalis, Itálica y Osset Iulia Constantia, aunque probablemente formó parte de esta última. En la antigua calle Colón, actual Navarro Caro, en la casa de Casero al lado de la Peña Sevillista, se encontró en el siglo XIX una estatua de la diosa Minerva que fue donada en 1889 al Museo Arqueológico de Sevilla.
En abril de 2016, durante las obras de instalación de acometida de luz y agua por la Confederación Hidrográfica del Guadalquivir en el parque del Olivar del Zaudín, se hallaron 19 ánforas conteniendo 600 kilogramos de monedas romanas de bronce del siglo III y siglo IV d. C., conformando el llamado Tesoro de Tomares, de gran valor arqueológico, y aún en proceso de investigación por parte del Museo Arqueológico hispalense.

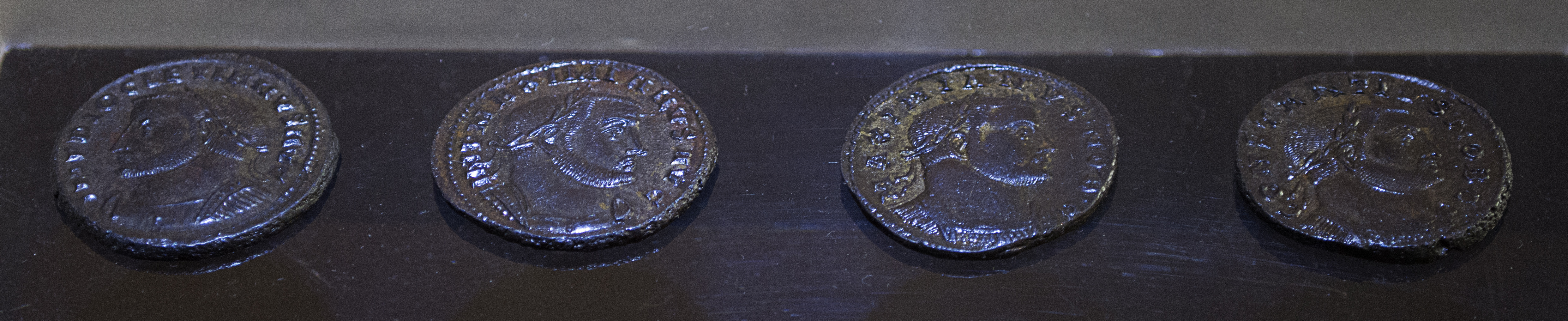
Algunas de las monedas halladas en el Tesoro de Tomares

### Edad Media y Edad Moderna

#### Dominio musulmán y Reconquista cristiana

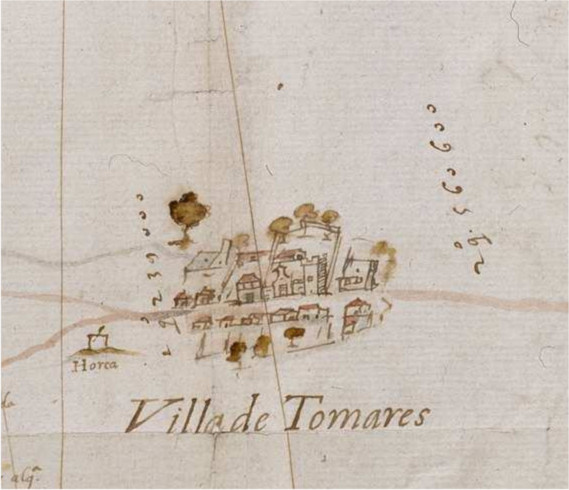
Tomares en el mapa de Obando de 1628

Durante la época musulmana, al igual que en el resto del Aljarafe, existían en el lugar diversas alquerías. Tras la conquista de Sevilla por Fernando III, su hijo, Alfonso X, dona al Consejo de Sevilla, entre otras, las alquerías situadas en su término, de Zaudín, Soborbal y Tomat/r.
Durante el reinado de Alfonso X El Sabio, la población musulmana asentada en el municipio casi desapareció en el proceso de expulsión de árabes de la Península, por lo que llegaron repobladores desde el norte de Corona de Castilla y de la Corona de Aragón. Desde la conquista castellana fue villa de realengo, y su término abarcaba toda la cornisa del Aljarafe que domina Sevilla, que corresponde a los actuales municipios de Tomares, San Juan de Aznalfarache, Camas y la calle Real de Castilleja de la Cuesta. Las pocas tierras que no poseía el realengo estuvieron controladas por los señoríos eclesiásticos.

#### Antiguo Régimen
En 1594, Tomares y su término integrante del reino de Sevilla era cabeza de la Mitación de San Juan y contaba 252 vecinos pecheros. En 1627, el municipio fue enajenado de la corona a favor del conde duque de Olivares, formando parte de su señorío, y gobernándose a partir de entonces por un Teniente Gobernador que actuaba en nombre de dicho señor. Por aquel entonces fueron segregados de su término, formando municipios independientes, la localidad de Camas y la calle Real de Castilleja de la Cuesta. Tras la muerte de Gaspar de Haro y Fernández de Córdoba, el señorío jurisdiccional pasó por herencia a la casa de Alba.
Según el plano de Planta de la villa de Tomares, y de San Iuan de Alfarache suanejo, y Alquerias de sutérmino cuya Iurisdicion señorio y vasallaje compró el Sr. Conde de Olivares Duque de Sanlúcar la Mayor en tierra de la ciudad de Sevilla, año 1628, a continuación se enumeran las alquerías de Tomares en aquella época:
- Montefuerte
- Valdovina (Venta Reyes)
- Santa Eufemia
- Las Siete alanzadas (Camino Viejo)
- Sillero (La Vega)
- La Venta Blanca (Casablanca)
- Esteban de Arones (Cartuja)
- Duchuelas (Lichuelas)
- Zaudín Bajo
- Zaudín Alto
- Valle de Vergara
- Valle de Maldonado
- El Carmen
- Sogüerba (Soborbal)
- Fuente de Tomares
- Venta de la Mascareta

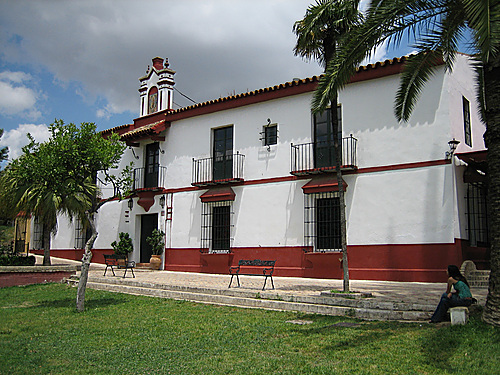
Hacienda El Carmen
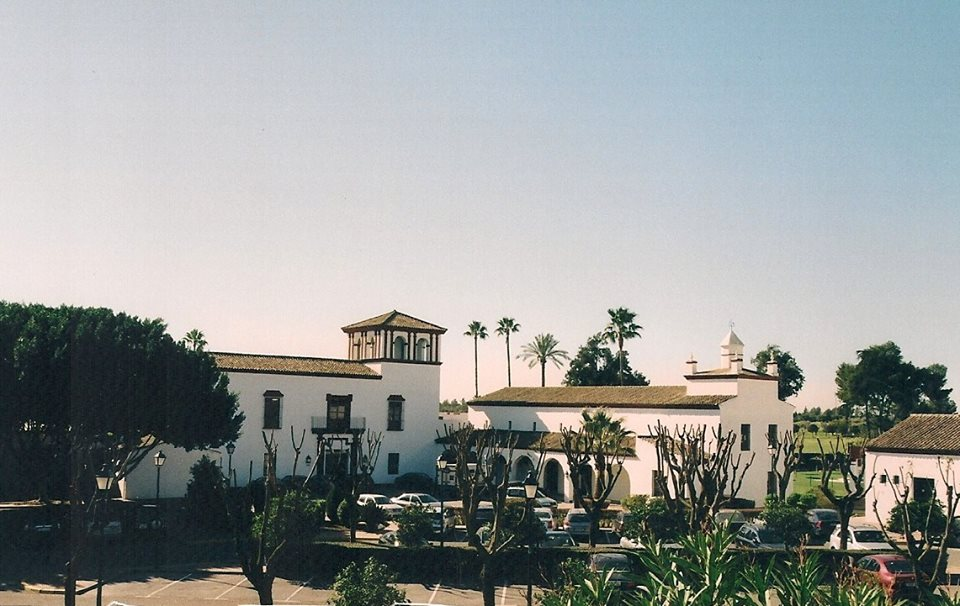
Hacienda Zaudín Alto
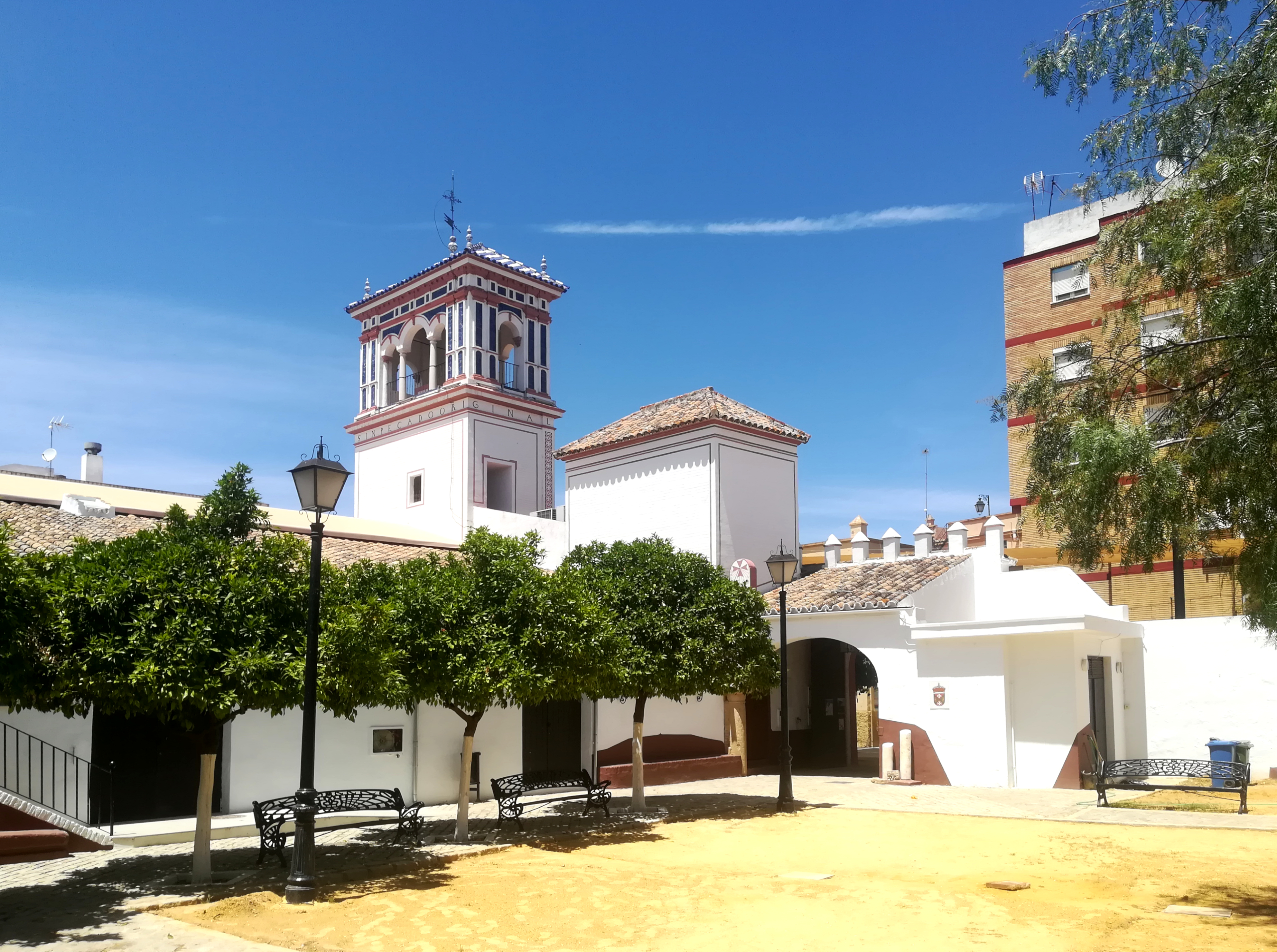
Hacienda Montefuerte
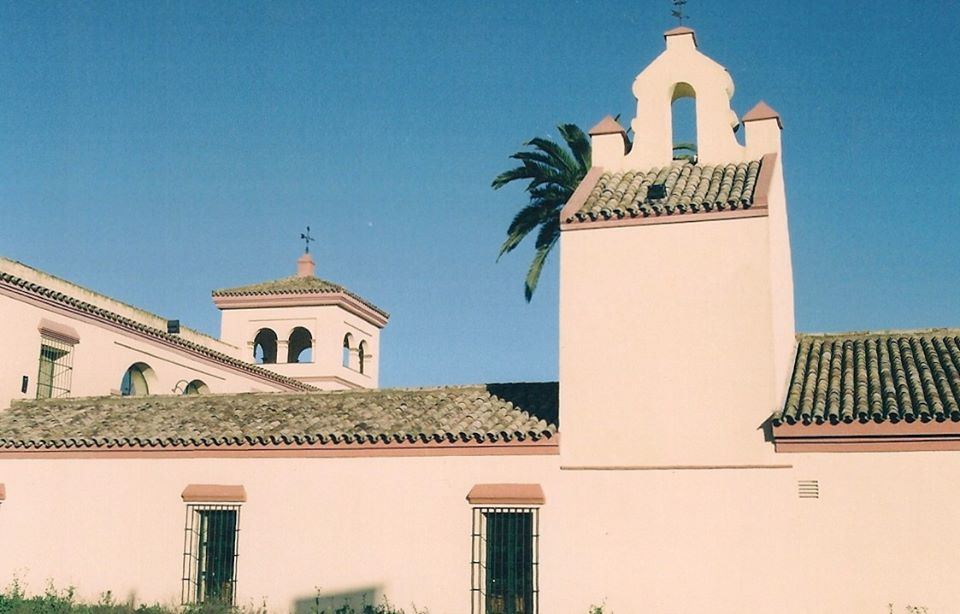
Hacienda Esteban de Arones

### Edad Moderna y Contemporánea
En 1881, se validó la segregación de la parte oriental del término por parte del Gobierno Civil de Sevilla, para formar en 1891 el actual municipio de San Juan de Aznalfarache. Por aquel entonces, Tomares contaba con 590 habitantes frente a los 586 de San Juan, y se le asignó al municipio tomareño 500 hectáreas y 35 288 pesetas como reparto de la riqueza. El motivo principalmente fue el drástico aumento poblacional y su distancia al núcleo del municipio tomareño.

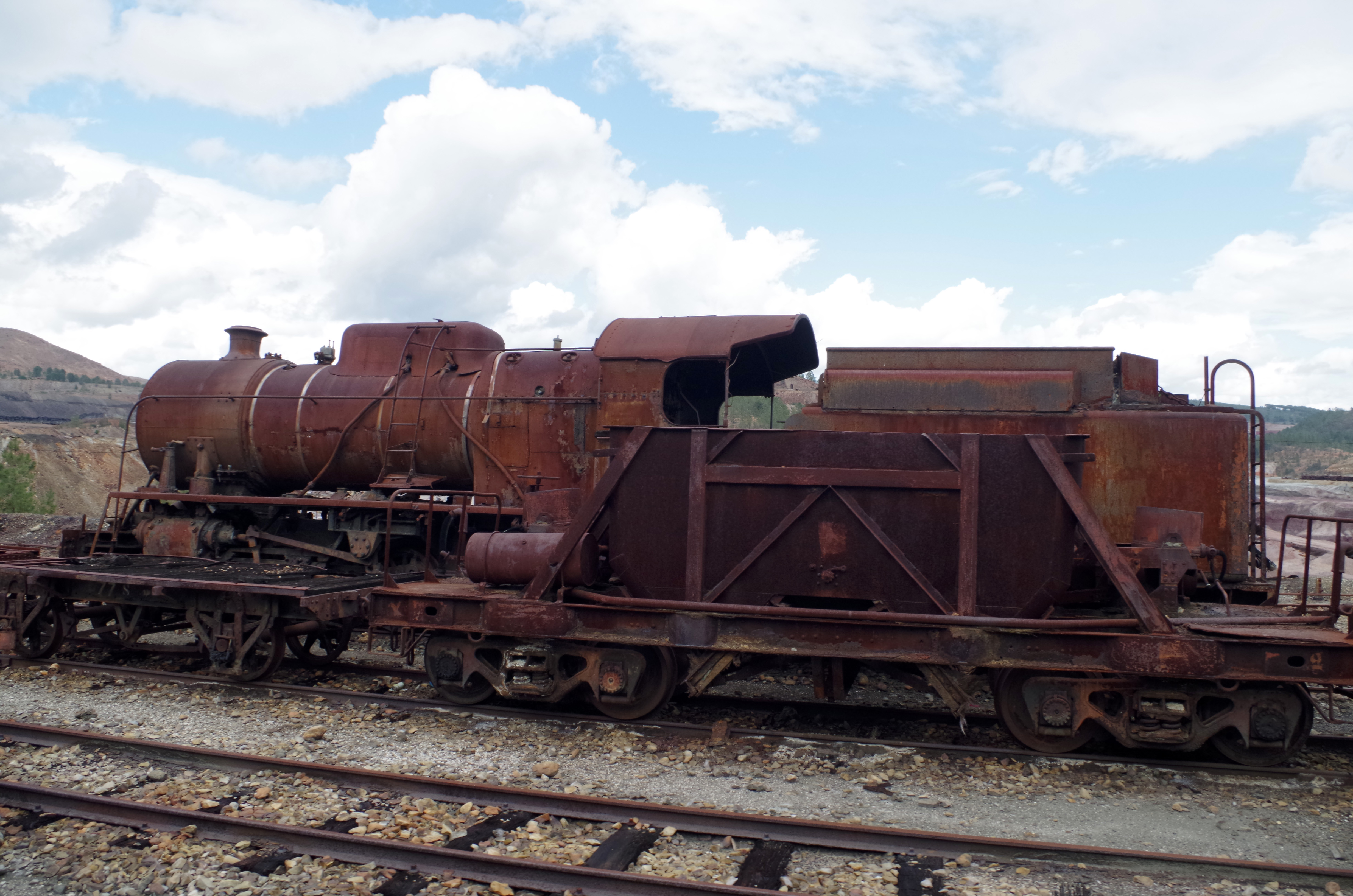
Ferrocarril minero de Huelva

Tras la desamortización de Mendizábal de 1836, la ley de desvinculación del Mayorazgo de 1841 y la desamortización de Madoz de 1855, la mayoría de las haciendas y propiedades del municipio pasaron a manos de la burguesía agraria de la ciudad de Sevilla. Aparte de su uso para el sector primario, iniciaron el fenómeno de segunda residencia o residencia temporal de retiro vacacional, alejado del modo de vida de la capital pero lo suficientemente cerca de ella.
Durante el primer tercio del siglo siglo XX, el ferrocarril procedente de las minas de Cala (Huelva) recorría más de 90 kilómetros hasta el puerto de Sevilla, y en el trayecto desde Camas hasta San Juan de Aznalfarache, las vías cruzaban el camino entre la barriada tomareña de Camino Viejo y el polígono industrial El Manchón. En 1960 se cerró este trayecto tras casi 30 años de inactividad por problemas económicos.
Durante todo el siglo se producirá un gran deterioro y desaparición de la mayoría de las haciendas debido a la ruina de la burguesía, la inviabilidad de su mantenimiento, y, sobre todo, el desarrollo industrial, que hará casi desaparecer el uso agrícola de dichas haciendas.

#### II República y Guerra Civil (1931-1939)
Las elecciones municipales de 1931 (que darán paso a la Segunda República Española) no se celebraron en el municipio ya que el número de candidatos presentados equivalía al número de cargos a elegir, por lo que, cumpliendo el artículo 29 de la Ley electoral de 1907, los candidatos fueron asignados automáticamente. Aquella candidatura la formaba militantes de partidos monárquicos de la burguesía media y algunos pequeños propietarios. No obstante, tras la Proclamación de la Segunda República Española, una comisión rectora de la UGT tomó el poder del municipio, convocando de nuevo elecciones el 31 de mayo del mismo año, en las que ganó el PSOE, seguido del Partido Republicano Radical.

Artículo 29: "En los distritos donde no resultaren proclamados candidatos en mayor número de los llamados a ser elegidos, la proclamación de candidatos equivale a su elección, y les releva de la necesidad de someterse a ella. 
La Junta provincial o municipal en sus respectivos casos, una vez terminada la proclamación de candidatos en toda la provincia, o del término municipal si se tratase de elegir concejales, declarará, por órgano del presidente, que no habiendo mayor número de candidatos que el de elegibles en tal distrito, se proclaman definitivamente elegidos los candidatos."
Ley Electoral (8 de agosto de 1907), Título IV, Artículo 29.

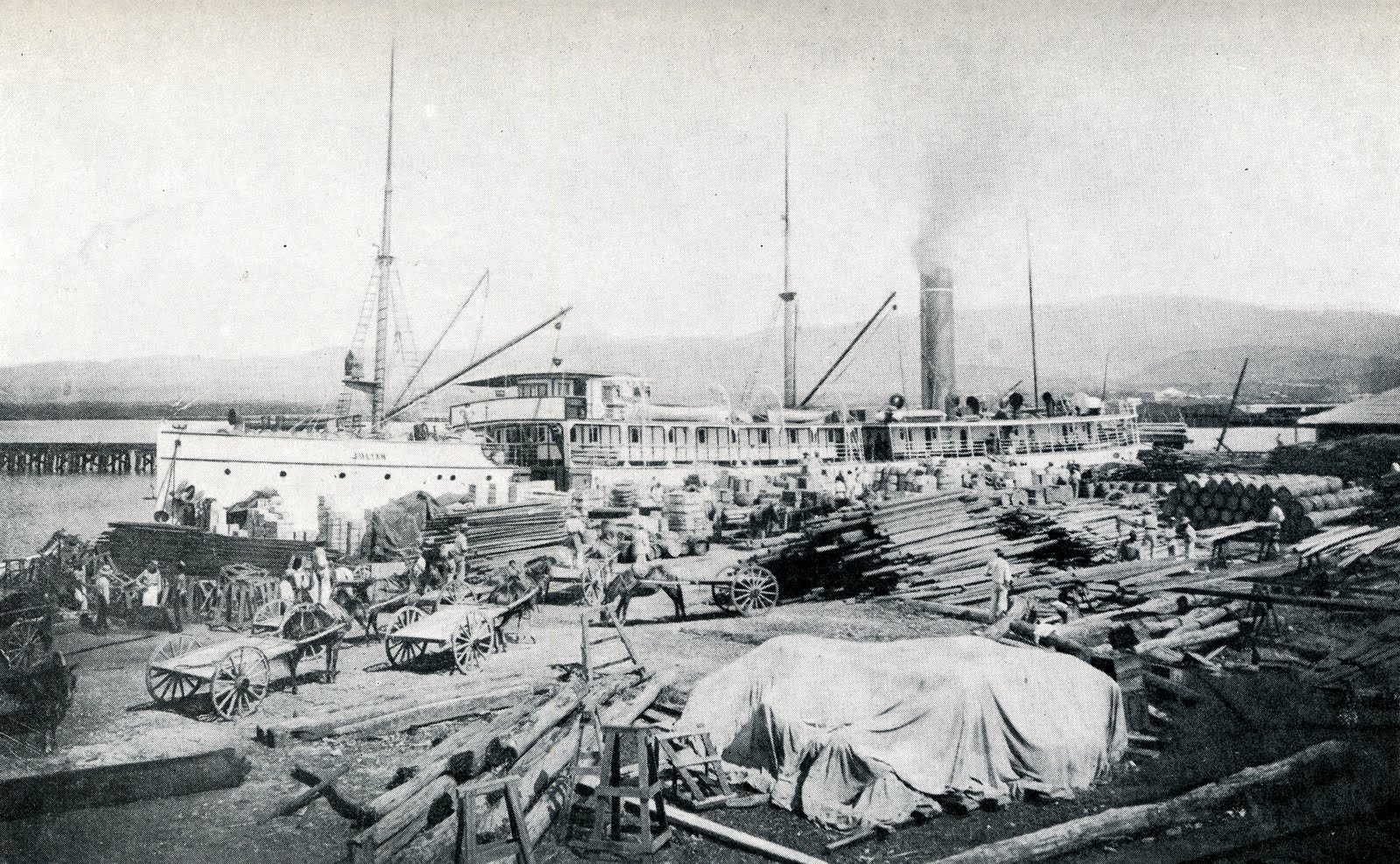
Ejemplo de vapor de la época

Tras el golpe de Estado en España de julio de 1936, no se produjeron incidentes en la localidad hasta que el 24 de julio, cuando falangistas de la llamada "Columna Carranza" acompañaron a la Guardia Civil de Tomares a su paso por Sanlúcar la Mayor, que se encontraba acuartelada en dicha localidad, y ocuparon el pueblo sin resistencia alguna. No obstante, durante los seis meses posteriores fueron asesinados 44 vecinos de los 2300 que por entonces habitaban el municipio, la mayoría de ellos en Sevilla.
Ante la masificación de las prisiones de la capital sevillana por las detenciones que llevaban a cabo las autoridades del bando sublevado durante la represión franquista, tuvieron que improvisar centros de reclusión con los que redistribuir la capacidad. La hacienda en la que se encuentra actualmente el ayuntamiento de Tomares era, por entonces, propiedad de la familia Ybarra y fue una de aquellas prisiones temporales a disposición del régimen. Otra propiedad de los Ybarra, el vapor Cabo Carboeiro, atracó en el puerto de Sevilla y fue también una cárcel flotante en la que se apresaron a numerosos tomareños.

## Demografía

### Población
La evolución de la población en Tomares ha estado marcada por un crecimiento sostenido desde los primeros registros del año 1842, donde se encontraba el municipio fusionado al de San Juan de Aznalfarache, siendo la separación de ambos en 1887. A partir de esa fecha, se pueden considerar como precisos los valores registrados de población tomareña. 
| Gráfica de evolución demográfica de Tomares y San Juan entre 1842 y 1887 |
| |
| Población de derecho según los censos de población del INE Población de hecho según los censos de población del INEEn estos censos se denominaba Tomares y San Juan de Aznalfarache: 1860, 1877 y 1887 En 1897 este municipio desaparece porque se integra por partes en los municipios 41086 (San Juan de Aznalfarache) y 41093 (Tomares). |

Tomares, en la segunda mitad del siglo XIX, era un pueblo pequeño con una población reducida y una economía dedicada casi en exclusiva a la agricultura, con sus ciudadanos trabajando mayoritariamente en estas actividades como campesinos o pequeños propietarios. Los censos de la época muestran que el crecimiento demográfico fue mínimo, en parte debido a la limitada expansión económica y a las duras condiciones de vida que prevalecían en el medio rural español durante ese período. No será hasta el siglo XX, con la mejora de las conexiones e infraestructuras y por su cercanía con la capital.
| Gráfica de evolución demográfica de Tomares entre 1897 y 2021 |
| |
| Población de derecho según los censos de población del INE. Población de hecho según los censos de población del INE.En 1897 aparece este municipio porque se segrega del municipio 41500 (Tomares y San Juan). |

La población del municipio apenas sobrepasaba los 5500 habitantes a principios de los años 1980, tendencia que se mantenía similar en el resto de municipios de la comarca. Sin embargo, la gran expansión urbana que sufrió la capital hispalense afectó de lleno al municipio, también arrastrado por el boom que supuso la Exposición Universal de Sevilla (1992), causando un destacado crecimiento de población que trabajaba en Sevilla pero quería vivir en las afueras de la ciudad, produciéndose el efecto ciudad dormitorio en toda la comarca. Este aumento se debió principalmente a la expansión urbana y al desarrollo de nuevas zonas residenciales. La población en este período creció de manera constante a medida que más personas se trasladaron desde Sevilla y otras partes de Andalucía, buscando un entorno más tranquilo y residencial.
| 18,992                    | 19,238 | 20,127 | 20,705 | 21,099 | 21,921 | 22,772 | 23,310 | 23,661 | 23,921 | 24,346 | 24,501 | 24,743 | 24,851 | 25,042 | 25,220 | 25,359 | 25,455 | 25,370 | 25,341 | 25,374 |
| (Fuente: INE [Consultar]) |        |        |        |        |        |        |        |        |        |        |        |        |        |        |        |        |        |        |        |        |

Desde el año 2000, el crecimiento de la población se ha acelerado considerablemente. Tomares pasó de ser un pequeño pueblo a convertirse en uno de los municipios más poblados y urbanizados del área metropolitana de Sevilla. Este crecimiento ha sido impulsado por la construcción de viviendas y la mejora de las infraestructuras, lo que ha atraído a familias jóvenes y a profesionales que trabajan en Sevilla pero prefieren residir en una zona más tranquila.

### Pirámide de población
| Hombres | Edad      | Mujeres |
| ------- | --------- | ------- |
| 3       | 100 y más | 3       |
| 5       | 95-99     | 19      |
| 20      | 90-94     | 58      |
| 72      | 85-89     | 114     |
| 163     | 80-84     | 213     |
| 374     | 75-79     | 360     |
| 477     | 70-74     | 588     |
| 562     | 65-69     | 679     |
| 675     | 60-64     | 756     |
| 877     | 55-59     | 966     |
| 1032    | 50-54     | 1065    |
| 1220    | 45-49     | 1281    |
| 1054    | 40-44     | 1165    |
| 760     | 35-39     | 833     |
| 570     | 30-34     | 552     |
| 595     | 25-29     | 524     |
| 741     | 20-24     | 673     |
| 887     | 15-19     | 793     |
| 1038    | 10-14     | 917     |
| 850     | 5-9       | 783     |
| 542     | 0-4       | 482     |

La pirámide poblacional en grupos quinquenales de Tomares del año 2022 revela un perfil demográfico característico de una comunidad en transición hacia el envejecimiento, aunque destaca una población joven superior a otros municipios sevillanos, siendo el 10.º en la provincia con un 24,42%.
La base de la pirámide, que representa a los niños y jóvenes de 0 a 14 años, muestra un descenso gradual en el número de personas, lo que indica que, aunque sigue habiendo una proporción significativa de población joven, las tasas de natalidad probablemente han disminuido en los últimos años. Esto es consistente con las tendencias observadas en muchas partes de España, donde la natalidad ha ido disminuyendo.
Entre los 5 y los 15 años, se aprecia la segunda ola de población mayor tras la de 40-50 años, que coincide con la llegada de jóvenes parejas a instalarse al municipio durante la primera década del siglo XXI en los barrios recientemente construidos en la ciudad.
A medida que se escala en la pirámide, se observa que los grupos de edad correspondientes a los jóvenes y jóvenes adultos hasta los 59 años están relativamente equilibrados, aunque con un ligero predominio de la población masculina entre los más jóvenes hasta 34 años. Este equilibrio entre sexos sugiere que Tomares ha mantenido una población estable en términos de movilidad y crecimiento en esas décadas, sin grandes fluctuaciones.
A partir de los 40 años, la cantidad de mujeres se empieza a ser una tendencia que se acentúa significativamente en los grupos de edad más avanzada. Esto refleja una esperanza de vida mayor para las mujeres, un fenómeno común en muchas poblaciones. El grupo más numeroso es el de personas entre 45 y 49 años, especialmente entre las mujeres, lo que podría indicar un "baby boom" local o un aumento de la natalidad en el pasado, posiblemente relacionado con el crecimiento económico y urbanístico de la región y del país en general durante esas décadas.
En las edades más avanzadas, particularmente a partir de los 60 años, la diferencia de género entre tomareños se vuelve mucho más marcada. Las mujeres superan a los hombres de manera significativa, lo que refuerza la tendencia de una población femenina que vive más tiempo.

### Distribución poblacional
El municipio de Tomares resalta en su entorno por ser uno de los que tiene mayor densidad de población por superficie, alrededor de 4800 habitantes por metro cuadrado, pese a que la construcción más común en el término municipal es la vivienda unifamiliar adosada o chalet. La presencia de edificios de vivienda de varias alturas se limita a zonas concretas del territorio sin ser predominante a lo largo del mismo. Esta densidad poblacional está influenciada principalmente por el tamaño en superficie del término municipal de Tomares, con apenas 5,22 kilómetros cuadrados de extensión, en una provincia con tendencia a municipios de gran tamaño superficial como Écija, Carmona, Utrera, u otras ciudades vecinas como La Puebla del Río o la capital hispalense.
En cuanto a la distribución de sus habitantes, Tomares no tiene aldeas o barrios rurales dispersos, sino que se presenta como una ciudad compacta, donde la mayoría de sus habitantes residen en áreas urbanas bien definidas. Esta distribución refleja un patrón de crecimiento urbano denso, típico de las áreas metropolitanas cercanas a grandes ciudades, en este caso, Sevilla. se encuentran distribuidos por gran parte del término municipal, a excepción del polígono El Manchón y el polígono Los Remedios, y del parque empresarial El Zaudín. También cabe destacar que no se cuantifica el parque Olivar del Zaudín, el cual abarca una sección importante del suroeste del municipio.

### Inmigración
La inmigración en Tomares, al igual que en el resto del área metropolitana y en otras grandes áreas a nivel nacional, ha influido en el crecimiento demográfico y en la configuración de su perfil socioeconómico. El municipio ha conseguido atraer a una población considerablemente diversa, principalmente, a su alta calidad de vida y a su proximidad a Sevilla.
| Nacionalidad | Total  | %      | Proporción |
| ------------ | ------ | ------ | ---------- |
| Española     | 24 734 | 97.1 % |            |
| Extranjera   | 636    | 2.9 %  |            |

Muchos de los inmigrantes que residen en Tomares provienen de otras regiones de España, aunque también hay una presencia notable de extranjeros. Esta población inmigrante suele estar compuesta por profesionales y familias que buscan residir en un entorno más tranquilo y acomodado, mientras siguen teniendo acceso fácil a las oportunidades laborales y educativas que ofrece Sevilla.
Además, la presencia de una renta per cápita alta en Tomares sugiere que los inmigrantes que se establecen en el municipio suelen tener un perfil socioeconómico medio-alto. La inmigración ha contribuido al desarrollo urbano del municipio, incrementando la demanda de viviendas, servicios y actividades comerciales, lo que a su vez ha impulsado el crecimiento económico local.
Tomares en 2022 contaba en el padrón municipal con 1479 vecinos nacidos fuera de España (5,83 %) según el INE. El resto de la población, 2943 (11,67 %) son nacidos en el municipio, 14 822 (58,76 %) nacidos en otros municipios de la provincia, 3143 (12,46 %) nacidos en otras provincias de Andalucía y 2947 (11,69 %) proceden del resto de comunidades autónomas de España. En cuanto a nacionalidades, son 636 vecinos en Tomares los que tienen nacionalidad extranjera, siendo 24734 los tomareños que gozan de nacionalidad española (por nacimiento o por obtención de la nacionalidad).
| País        | Total | %      | Proporción |
| ----------- | ----- | ------ | ---------- |
| Venezuela   | 68    | 10.7 % |            |
| Italia      | 56    | 8.8 %  |            |
| Marruecos   | 50    | 7.8 %  |            |
| China       | 47    | 7.4 %  |            |
| Brasil      | 38    | 6.0 %  |            |
| Reino Unido | 35    | 5.5 %  |            |
| Francia     | 32    | 5.0 %  |            |
| Colombia    | 31    | 4.9 %  |            |
| México      | 27    | 4.2 %  |            |
| EE. UU.     | 26    | 4.0 %  |            |
| Portugal    | 21    | 3.3 %  |            |

Estos datos muestran que, aunque Tomares tiene un componente inmigrante significativo, la mayoría de su población es originaria de la provincia de Sevilla o de otras partes de Andalucía, lo que refleja una fuerte conexión regional y un perfil migratorio interno predominante.
Otras nacionalidades presentes en el municipio son la paraguaya, nicaragüense, argentina, rusa, boliviana, griega, alemana, chilena, peruana, rumana, ucraniana, japonesa, sueca, dominicana, vietnamita, danesa, irlandesa, neerlandesa, cubana, belga, finlandesa, polaca o turca, entre otras hasta un total de 66 nacionalidades en total.

## Economía

### Historia económica
Históricamente desde los inicios de la presencia humana en la zona, al igual que el resto de municipios del Aljarafe, la principal actividad económica durante siglos ha sido la agricultura. De forma más concreta, el cultivo y la explotación de olivos a lo largo de todo el término municipal mantuvo el interés de los comerciantes en la comarca. En 2005, el cultivo de regadío predominante fue la alfalfa (6 hectáreas) y de secano el girasol (4 ha). En cuanto al cultivo leñoso, el naranjo (2 ha) y el olivar de aceituna de mesa (10 ha) han liderado en los respectivos sectores. 
En el ámbito industrial, más allá de los procesos a pequeña escala que implicaba el sector agrario, no será hasta mediados del siglo XX cuando Tomares experimente un importante desarrollo de empresas productoras manufactureras. Cabe destacar 3 de las principales fábricas que surgieron en el municipio en ese periodo y que fueron la base fundamental de la economía local durante décadas:
- Aceitunas Jolca es una comercializadora de venta de aceitunas de mesa, fundada e instalada en Tomares en 1962. Durante sus más de 40 años en el municipio, fue pionera en la comercialización de aceitunas envasadas en bolsas de plásticos. Durante los años 90 comenzó a exportar a nivel internacional a multitud de países. Llegó a albergar hasta 700 trabajadores en temporada alta. En 2001, con motivo de la ampliación de la producción, cambió de ubicación a la localidad sevillana de Huévar del Aljarafe, abandonando su antigua fábrica donde poco después se construirá el colegio Infanta Leonor en la calle de la Fuente.Lata de aceitunas Jolca, originalmente tomareña

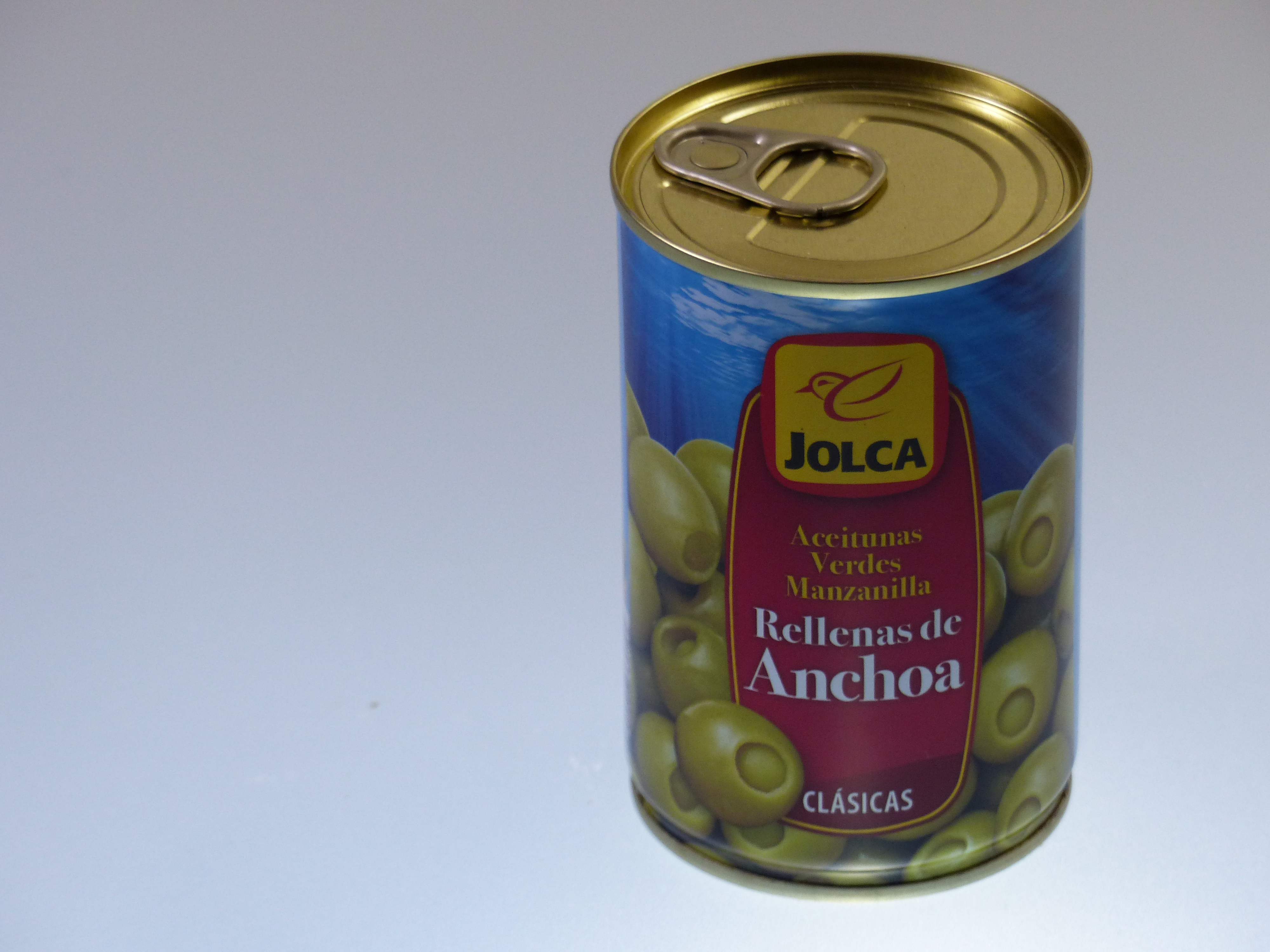
Lata de aceitunas Jolca, originalmente tomareña

- Tomares Industrial Sociedad Cooperativa Andaluza fue una fábrica de muebles fundada en el año 1975, tras la aprobación de la Ley de Cooperativas de 1974,[43] aunque su actividad se desarrolló desde el 1969 hasta el 1999 y llegó a emplear a más de 120 trabajadores directos. Sus instalaciones se ubicaban en la calle de la Fuente, desde el polideportivo municipal Mascareta hasta los aparcamientos junto al ayuntamiento. En la entrada a estos aparcamientos aún se puede ver un pequeño muro y la fuente decorativa con el letrero de la fábrica y su año de fundación.
- Unión Vinícola Alcoholera, perteneciente al grupo empresarial Rumasa, fueron bodegas de productos relacionados con los vinos, licores y otros alcoholes similares. Se estima que su actividad se limitó a los años 70 y 80. "Castillo de Tomares" fue uno de sus vinos más vendidos dentro de toda su colección, haciendo honor al pueblo con en su nombre. Existen registros en el BOE del año 1985 donde el director general de Exportación aprobaba a la empresa la importación de alcoholes rectificados y la exportación de licores, registrando algunas marcas como el "Royal Old Oxford MD" o el "Revelation Cream".[44]Tras el cese de actividad, la fábrica ubicada en la calle Navarro Caro estuvo abandonada hasta el año 2022, cuando fue demolida para la construcción de una promoción urbanística de viviendas. Las calles del entorno rinden homenaje a la empresa con nombres como "calle de la Cepa", "calle de la Uva" y "calle de la Viña".

Durante las últimas décadas, el sector servicios le ha ganado terreno a los sectores primarios y secundarios, que pasaron a un segundo plano en lo que corresponde a su influencia en la economía local. Entre los núcleos y entidades de la ciudad destacan un casino, ubicado en la entrada este, varios parques empresariales y comerciales, la empresa pública de gestión del agua del Aljarafe, 4 supermercados internacionales, 4 concesionarios oficiales, instalaciones de plató de televisión y un centro médico privado.

El polígono industrial El Manchón es el centro económico principal. Con salida directa a la Circunvalación de Sevilla, acoge a una gran cantidad de pequeñas empresas, principalmente del sector de la construcción, y a una multinacional del bricolaje.

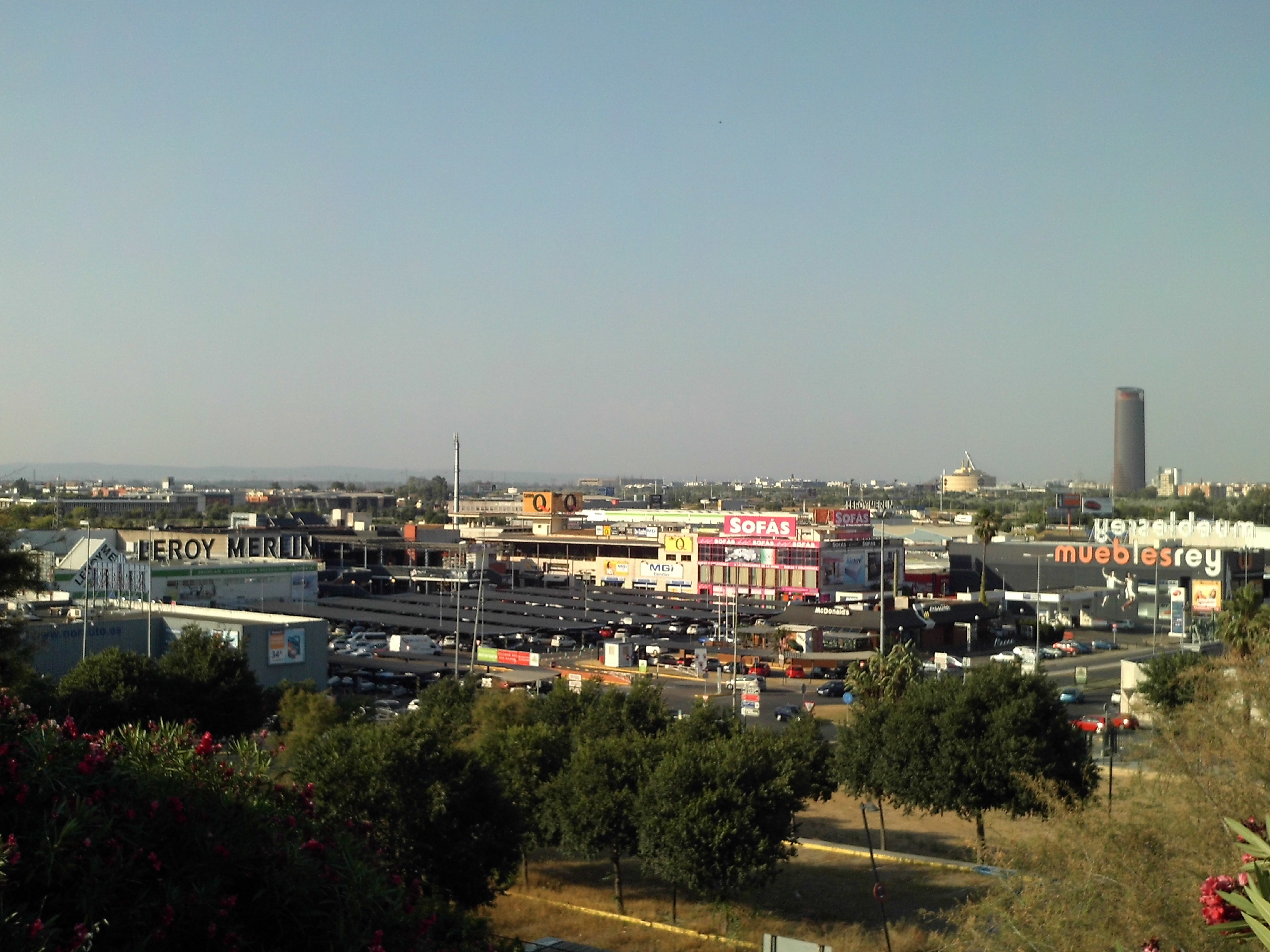
Polígono Industrial El Manchón
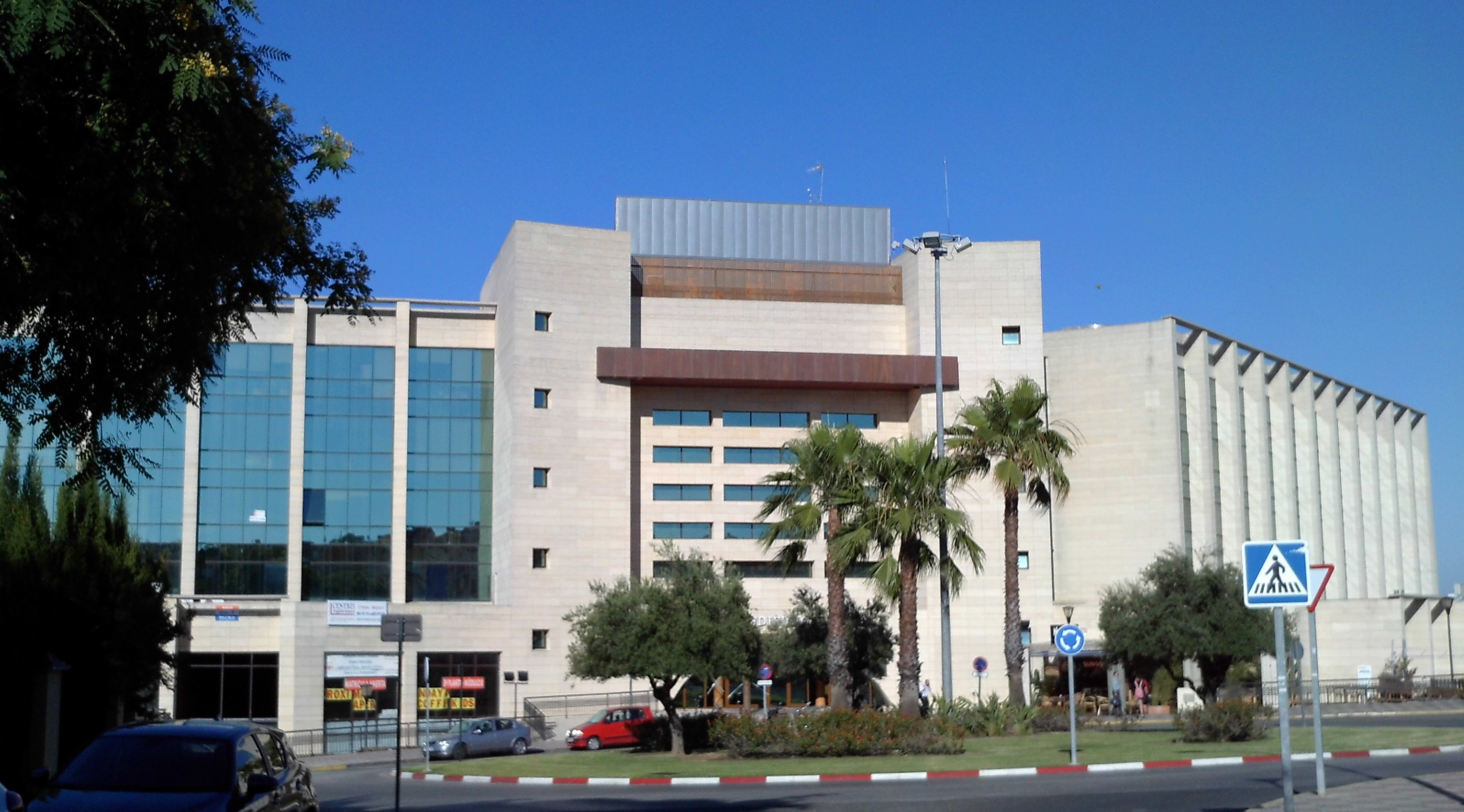
Edificio Centris
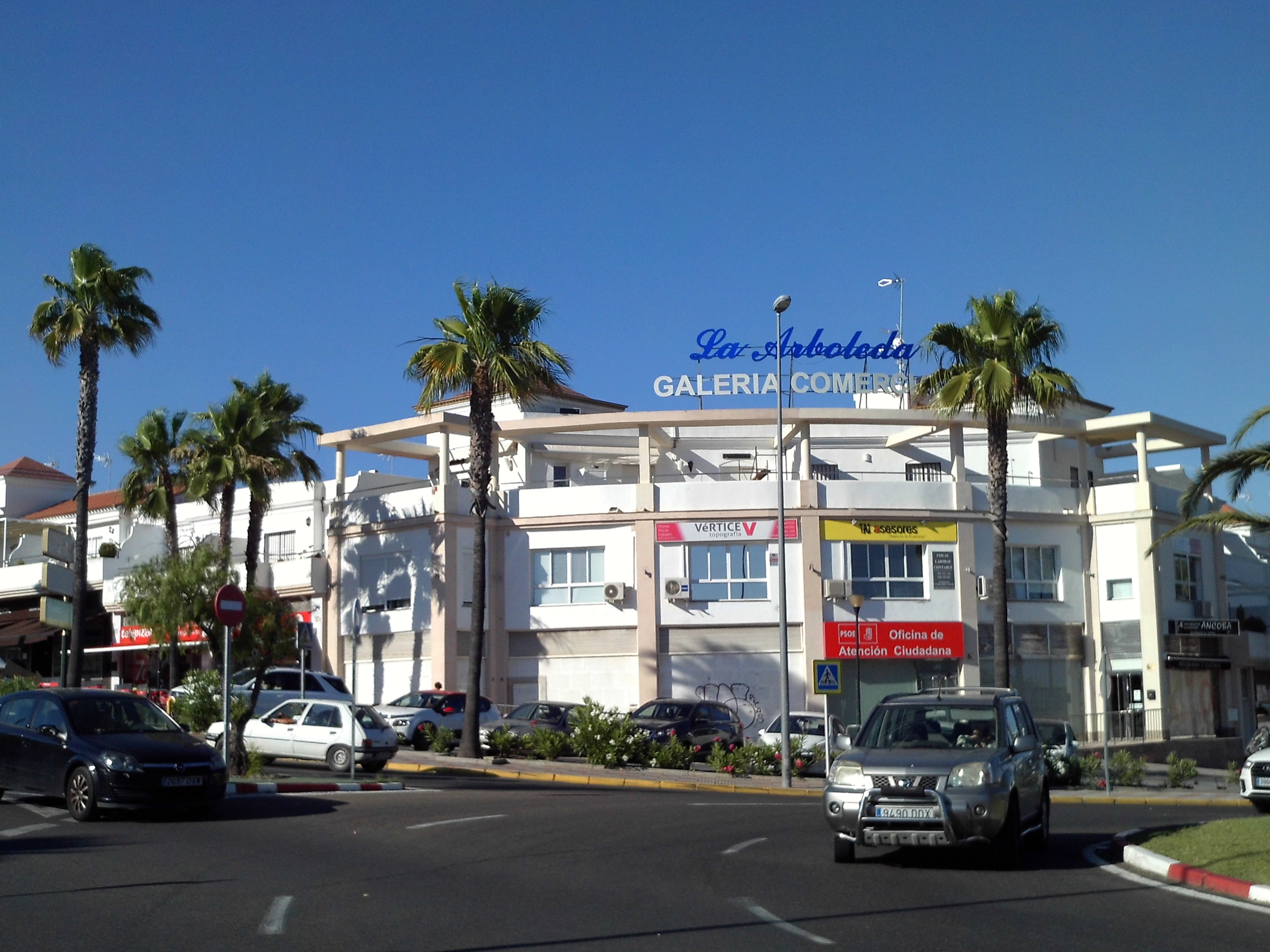
Galería Comercial La Arboleda
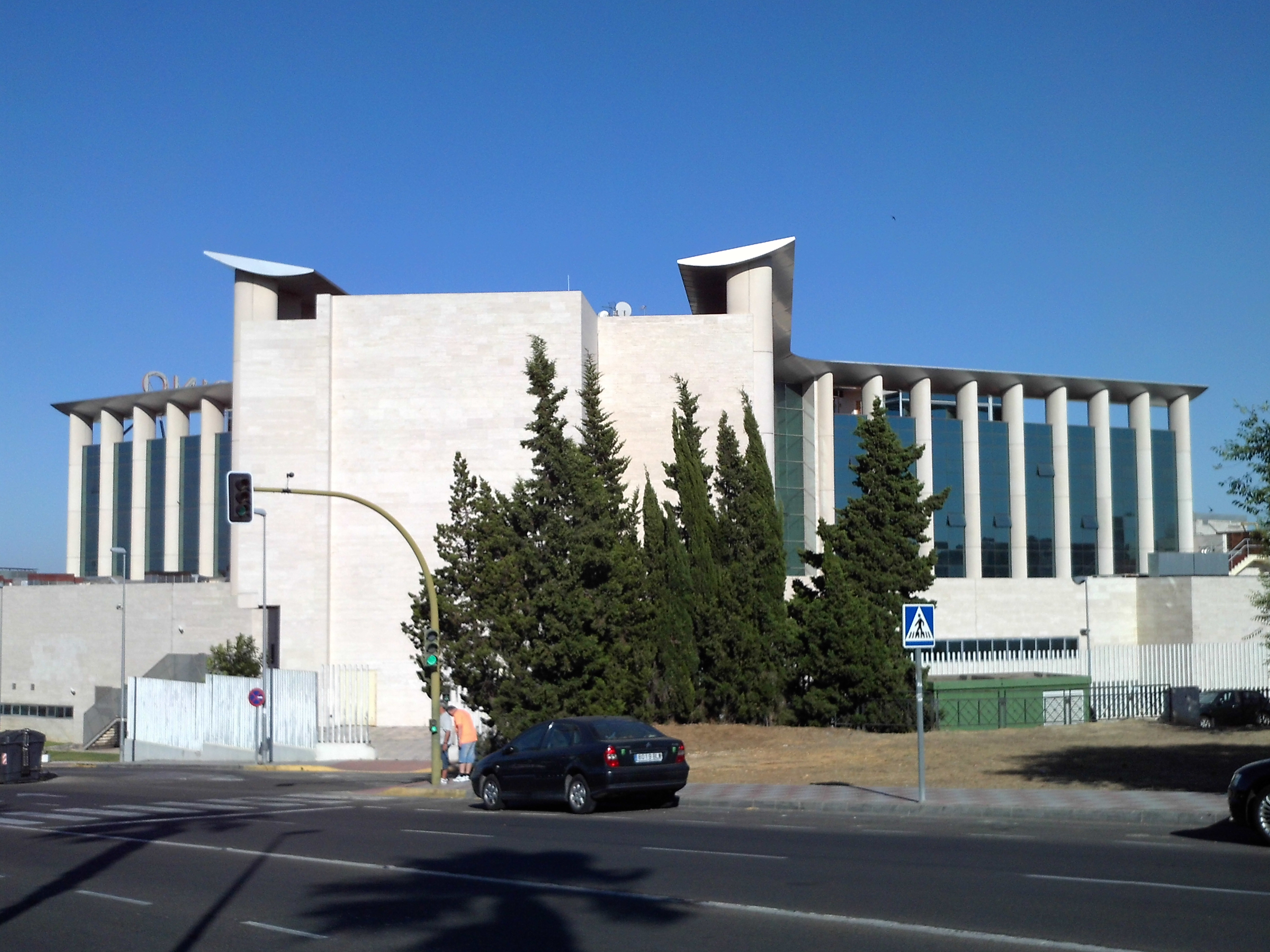
Edificio Empresarial Aljarafe

### Indicadores de empleo
La ciudad contó a principios de 2019 con 1772 parados, lo que supone un 14,58 % de tasa de paro, convirtiéndose en el tercer municipio con menos paro de la provincia en la franja de 10 000-40 000 habitantes, por detrás de Arahal (13,92 %) y Espartinas (14,36 %). La tabla proporcionada muestra una evolución clara del desempleo en Tomares entre 2006 y 2023, revelando tendencias significativas influenciadas por distintos contextos económicos compartidos con el resto de municipios a nivel nacional. 
Desde 2006 hasta 2012, se observa un crecimiento sostenido tanto en el número de personas desempleadas como en la tasa de paro. Este aumento coincide con la crisis económica global que afectó a España durante esos años. El impacto de esta crisis es particularmente evidente en 2012, cuando el número de parados alcanzó su máximo con 2.254 personas y la tasa de paro llegó al 19,52%, el valor más alto registrado en el período.
A partir de 2013, la tendencia cambia y se inicia una recuperación gradual. El número de desempleados comienza a disminuir año tras año, al igual que la tasa de paro, lo que sugiere una mejora progresiva en la economía local. Esta recuperación se mantiene de manera sostenida hasta 2023, cuando el número de parados se reduce a 1.455 personas y la tasa de paro baja al 11,66%, la más baja desde 2007.

Sin embargo, la pandemia de COVID-19 en 2020 causó un leve aumento en el desempleo, con un aumento en el número de desempleados hasta 2.046 y una tasa de desempleo del 16,32%. Esta situación parece rehacerse rápidamente en 2021, cuando el paro vuelve a disminuir notablemente, lo que demuestra una recuperación parcial tras los perjuicios adversos de la pandemia.
| Año  | N.º parados | Tasa de paro |
| ---- | ----------- | ------------ |
| 2006 | 1063        | 10,34 %      |
| 2007 | 1073        | 11,18 %      |
| 2008 | 1399        | 12,70 %      |
| 2009 | 1617        | 14,27 %      |
| 2010 | 1779        | 15,37 %      |
| 2011 | 1924        | 16,47 %      |
| 2012 | 2254        | 19,52 %      |
| 2013 | 2187        | 19,01 %      |
| 2014 | 2098        | 18,02 %      |
| 2015 | 2066        | 17,68 %      |
| 2016 | 1907        | 16,33 %      |
| 2017 | 1800        | 15,20 %      |
| 2018 | 1690        | 14,05 %      |
| 2019 | 1615        | 13,25 %      |
| 2020 | 2046        | 16,32 %      |
| 2021 | 1598        | 13,08 %      |
| 2022 | 1521        | 12,29 %      |
| 2023 | 1455        | 11,66 %      |

### Evolución de la deuda viva municipal
El concepto de deuda viva contempla sólo las deudas con cajas y bancos relativas a créditos financieros, valores de renta fija y préstamos o créditos transferidos a terceros, excluyéndose, por tanto, la deuda comercial.
| Gráfica de evolución de la deuda viva del Ayuntamiento de Tomares entre 2008 y 2023                |
| |
| Deuda viva del Ayuntamiento de Tomares, en miles de euros, según datos del Ministerio de Hacienda. |

## Parques y jardines

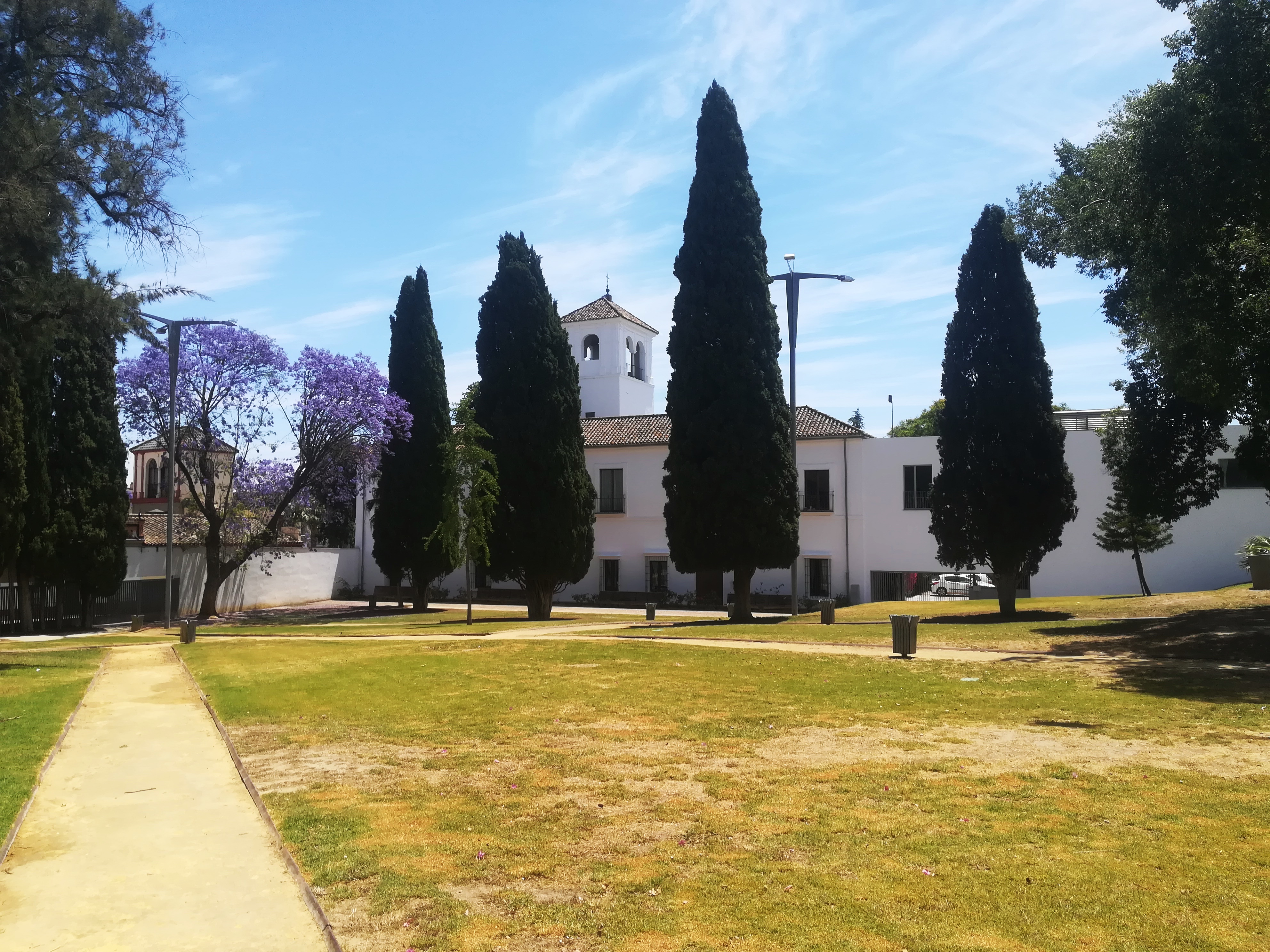
Jardines del Conde

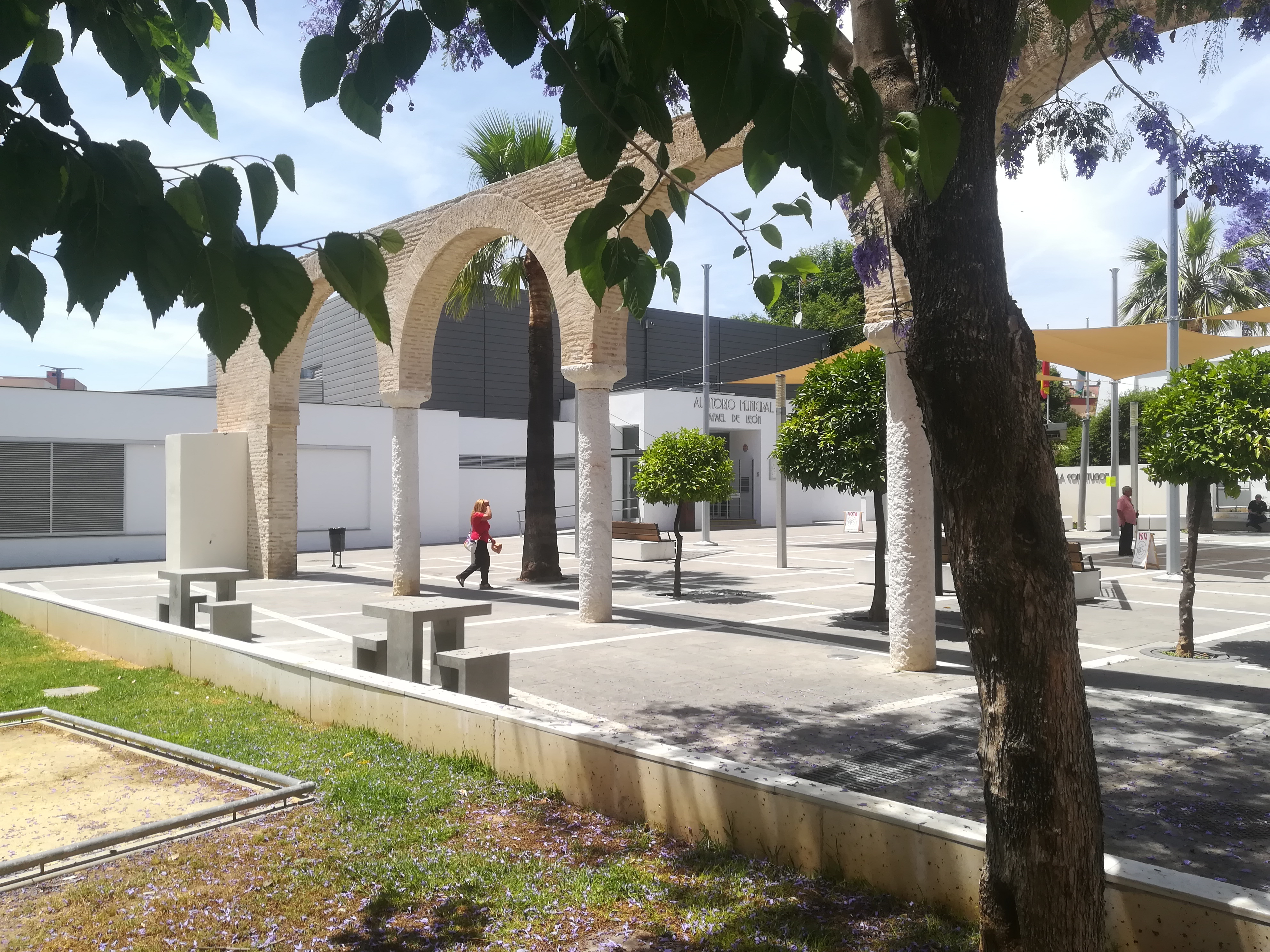
Plaza de la Constitución

Tomares es el municipio de Andalucía con mayor número de zonas verdes por habitante, 1 por cada 1000 habitantes, con un total de 25 parques que lo colocan a la cabeza de España en cuanto a superficie verde. La entrada de perros están prohibida en 9 parques y de los restantes, la mayoría exigen el uso de correa. Entre las especies vegetales que se pueden ver abundan olmos, olivos, naranjos o palmeras.

### Inventario de parques
- Parque Alto Aljarafe
- Parque Americano
- Parque Camino del Rocío
- Parque Camino Viejo
- Parque Diamantino García
- Parque El Carmen
- Parque Jardines del Conde
- Parque Montefuerte
- Parque Multicultural
- Parque Plácido Fernández Viaga
- Parque San Sebastián
- Parque Tren de Cala
- Parque Félix Rodríguez de la Fuente
- Parque Hacienda La Cartuja
- Parque de la Música Vicente Sanchís-Sanz
- Parque Pintor Escacena Barea
- Parque San Antón
- Parque Los Olivos - Santa Eufemia
- Parque Concepción Arenal
- Parque Joaquín Ruiz Jiménez
- Parque Menudos Corazones
- Parque Deportivo Minigolf
- Parque Olivar del Zaudín

### Parque Olivar del Zaudín
Con más de 45 hectáreas, este gran parque es uno de los pulmones verdes del Aljarafe. En plena naturaleza en la zona suroeste del municipio, esta área cuenta con varios caminos que lo cruzan de un extremo a otro, pudiendo contemplar la variedad de fauna y flora presente. Como informa el propio nombre, la vegetación predominante es el olivo, y además cuenta con un arroyo, una laguna, una zona de pícnic, zona de juegos infantiles y un observatorio de aves. En 2017 se iniciaron las obras de acondicionamiento del parque dentro del Plan de Mejora de Equipamiento del parque Olivar del Zaudín de Tomares. En dicho plan se incluyó la dotación de mobiliario urbano con la instalación de bancos y papeleras junto con alumbrado público led de alta eficiencia energética, se mejoró la accesibilidad, el sistema de riego y la señalética, además de instalación de video-vigilancia con la policía local.

## Comunicaciones

### Parque de vehículos de motor
Tomares contaba en 2017 con un parque automovilístico compuesto por 12 730 turismos, lo que significa un ratio de 0,51 vehículos por habitante. En el mismo año, el 86 % de los vehículos matriculados correspondieron a turismos particulares.

### Conexiones de tráfico
El municipio cuenta con acceso directo a las principales arterias de tránsito de Andalucía debido a su proximidad con la capital hispalense. La carretera A-8082R conecta por el polígono industrial El Manchón (zona este) con la autovía SE-30, circunvalación prioritaria de la ciudad. La zona norte tiene salida a la autovía A-49 que une Sevilla-Huelva. Otras salidas importantes del municipio son la SE-617 que lo une con Bormujos (oeste) y la A-8057 con Mairena del Aljarafe. Principales carreteras de Tomares y su entorno:

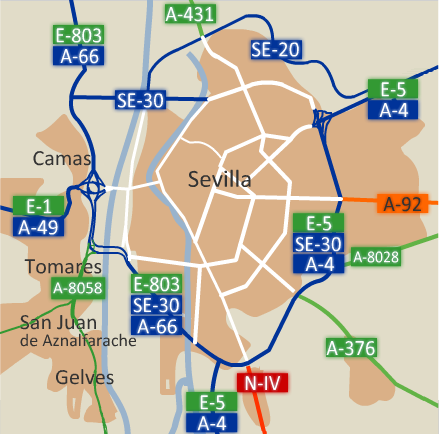
Mapa carreteras alrededor de Tomares y Sevilla

| Identificador        | Recorrido                                                                 |
| -------------------- | ------------------------------------------------------------------------- |
| SE-30                | Isla de la Cartuja-Puente del Centenario-Campus Palmas Altas-Sevilla Este |
| E-1 A-49             | Sevilla-Huelva-Portugal                                                   |
| A-8082R              | Tomares (polígono industrial El Manchón)-Circunvalación de Sevilla        |
| A-8057 A-8066 SE-617 | Tomares-San Juan de Aznalfarache-Mairena del Aljarafe                     |
| SE-3403              | Tomares-Castilleja de la Cuesta-Camas (Coca de la Piñera)                 |
| SE-617               | Tomares-Castilleja de la Cuesta (Nueva Sevilla)-Bormujos                  |

### Metro de Sevilla
La Línea 1 (Metro de Sevilla) pasa por los pueblos colindantes de San Juan de Aznalfarache y Mairena del Aljarafe, ambas con dos estaciones. La estación de San Juan Alto se encuentra a 5 minutos en coche, al igual que la estación de San Juan Bajo. No obstante, existen dos servicios de autobuses lanzadera para la zona de Aljamar y de Santa Eufemia-Villares Altos, que conectan a los vecinos al metro. También los autobuses 101-A y 101-B unen a varios pueblos del Aljarafe con la estación de San Juan Bajo, como servicio de Consorcio de Transporte Metropolitano del Área de Sevilla.

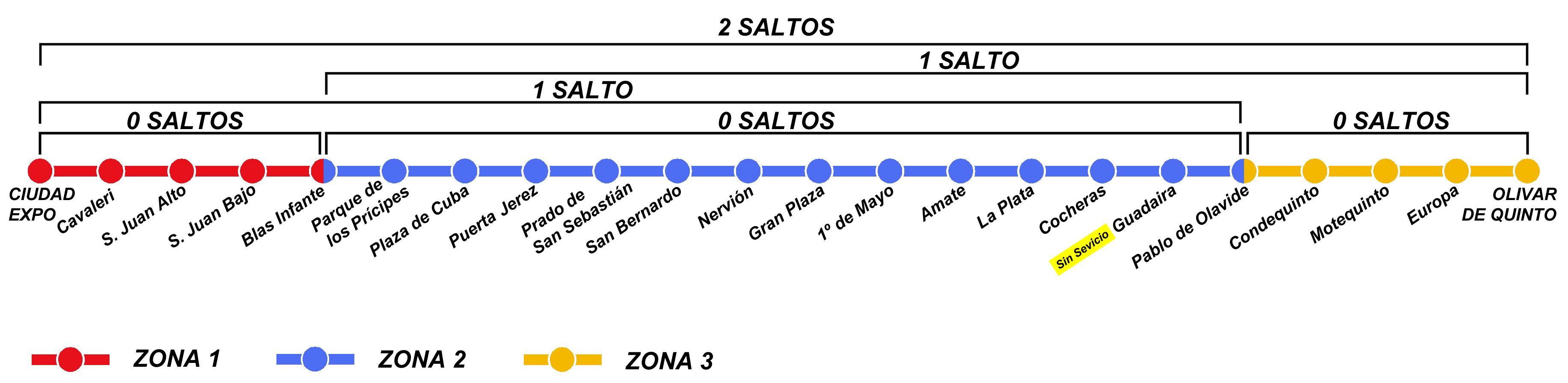
Esquema de la Línea 1 del Metro de Sevilla

### Teleférico
Tras la declinación de administración andaluza a la prolongación de la línea 1 o la futura línea 2 del Metro para que conectase el municipio con la capital, en 2008, el Ayuntamiento estudió la viabilidad de una alternativa mediante un teleférico. El proyecto que se presentó en 2010 ante la Consejería de Obras Públicas y Transportes de la Junta de Andalucía transportaría 3500 pasajeros cada hora y contaría con tres paradas: en la glorieta de El Carmen, en el Polígono El Manchón y por último en la avenida Blas Infante, ya en la ciudad sevillana, donde se conectaría la estación del Metro. Actualmente, el proyecto sigue a la espera de una respuesta por parte de la Junta de Andalucía.

### Líneas de autobuses
El Consorcio de Transporte de la comarca une la ciudad tomareña con la capital sevillana con la línea 161 Sevilla-Tomares-Sevilla, con paradas repartidas por gran parte del municipio con servicios cada 20 minutos en las principales horas del día. La salida y el fin del trayecto se realiza desde la estación de autobuses Plaza de Armas, con sólo una parada antes de llegar al municipio, en Chapina. Cabe mencionar de nuevo las rutas 101-A y 101-B (Aljarafe - estación SJ Bajo) y los dos servicios de autobuses lanzadera. Desde abril de 2023, Tomares cuenta con la primera línea interurbana propia de un municipio del Aljarafe, el Circular Urbano de Tomares, que conecta la mayoría de los barrios del municipio con la estación de San Juan Alto del Metro de Sevilla.

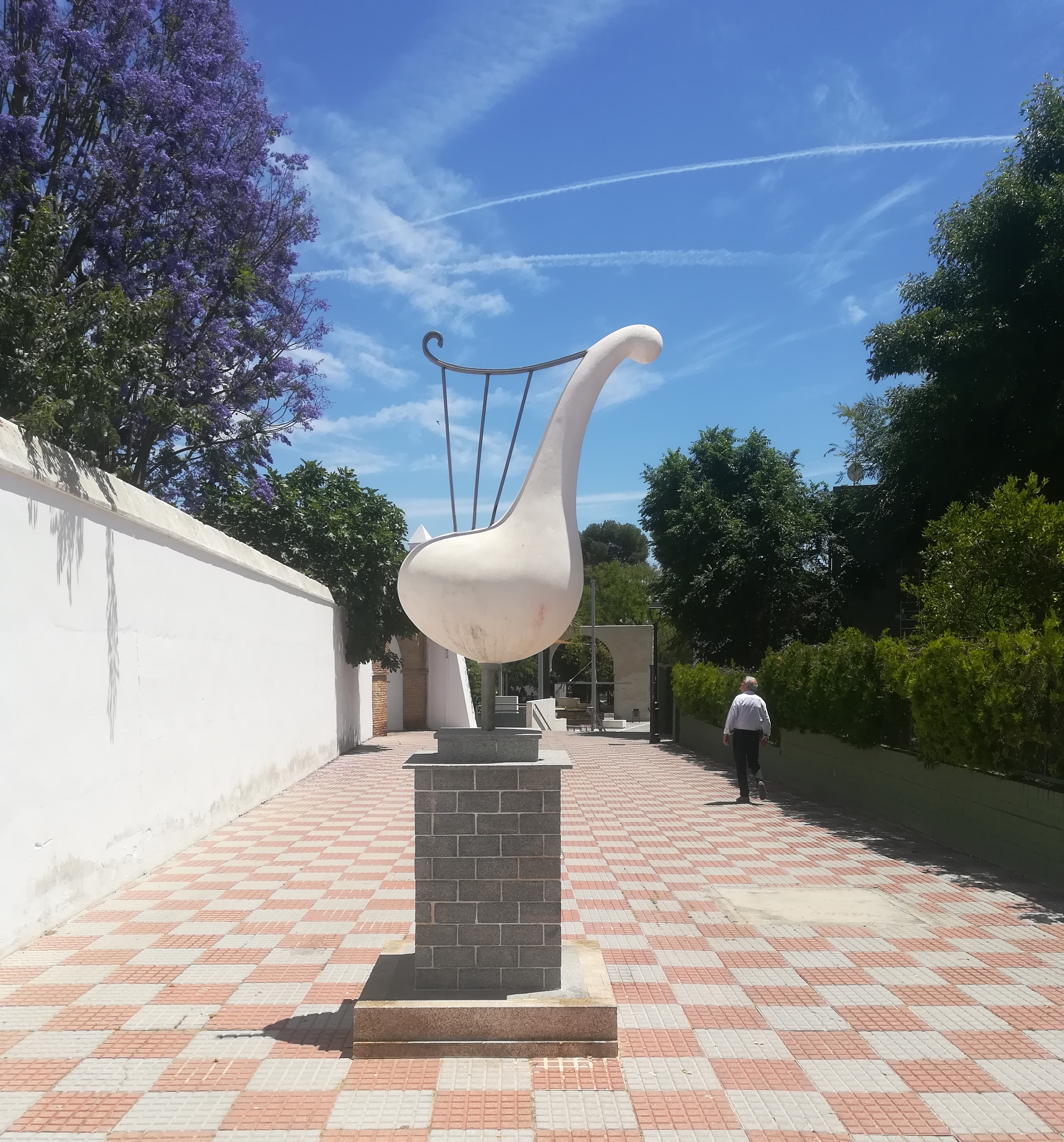
Memorial a los Fallecidos en Accidentes de Tráfico

| ID     | Carácter    | Itinerario   | Recorrido | Nombre de la línea                |
| ------ | ----------- | ------------ | --- | --------------------------------- |
| M-161  | Interurbano | Ida y vuelta | Sevilla (Plaza de Armas - Torre Sevilla) - Tomares                                                                                       | SEVILLA / TOMARES                 |
| M-164  | Interurbano | Ida y vuelta | Sevilla (Plaza de Armas - Torre Sevilla) - Tomares - Bormujos                                                                            | SEVILLA / BORMUJOS                |
| M-157  | Interurbano | Ida y vuelta | Sevilla (Plaza de Armas - Torre Sevilla) - Tomares -Bormujos - Bollullos de la Mitación                                                  | SEVILLA / BOLLULLOS               |
| M-162  | Interurbano | Ida y vuelta | Sevilla (Av. República Argentina) - Tomares - Bormujos                                                                                   | LOS REMEDIOS / TOMARES / BORMUJOS |
| M-101A | Interurbano | Circular     | Bormujos - Castilleja de la Cuesta - Tomares - San Juan de Aznalfarache - Mairena del Aljarafe                                           | CIRCULAR "A" ALJARAFE             |
| M-101B | Interurbano | Circular     | Bormujos - Mairena del Aljarafe - San Juan de Aznalfarache - Tomares - Castilleja de la Cuesta                                           | CIRCULAR "B" ALJARAFE             |
| M-108A | Interurbano | Circular     | Estación de San Juan Alto - Aljamar - Las Almenas - Santa Eufemia - Ciudad Parque - Camino Viejo - El Carmen - Estación de San Juan Alto | CIRCULAR URBANO DE TOMARES        |
| M-108B | Interurbano | Circular     | Estación de San Juan Alto - El Carmen - Camino Viejo - Ciudad Parque - Santa Eufemia - Las Almenas - Aljamar - Estación de San Juan Alto | CIRCULAR URBANO DE TOMARES        |

### Carril Bici
La red de carril bici de Tomares está compuestas por diferentes tramos construidos en la avenida del Aljarafe, la calle Rosa de Luxemburgo-Camino a Villamanrique, calle Alameda de Santa Eufemia y calle Isadora Duncan.

### Servicio de Taxi
En 2006 Tomares se incluyó dentro del Área de Prestación Conjunta del taxi del Aljarafe, que englobó en su día 31 municipios. Dando lugar al servicio de Taxi Radio Aljarafe que llegó a tener 135 licencias de taxis que podían recoger pasajeros en cualquier pueblo. Actualmente Taxi Tomares sigue dando servicio 24 horas, pudiendo ahora también recoger pasajeros en cualquier municipio cercano.

### Aeropuertos cercanos
Estas son las conexiones aéreas más cercanas:
- Aeropuerto de Sevilla, a 18 km (E).
- Aeropuerto de Jerez, a 85 km (S).
- Aeropuerto de Gibraltar, a 198 km (S).
- Aeropuerto de Málaga-Costa del Sol, a 223 km (SE).

## Administración política

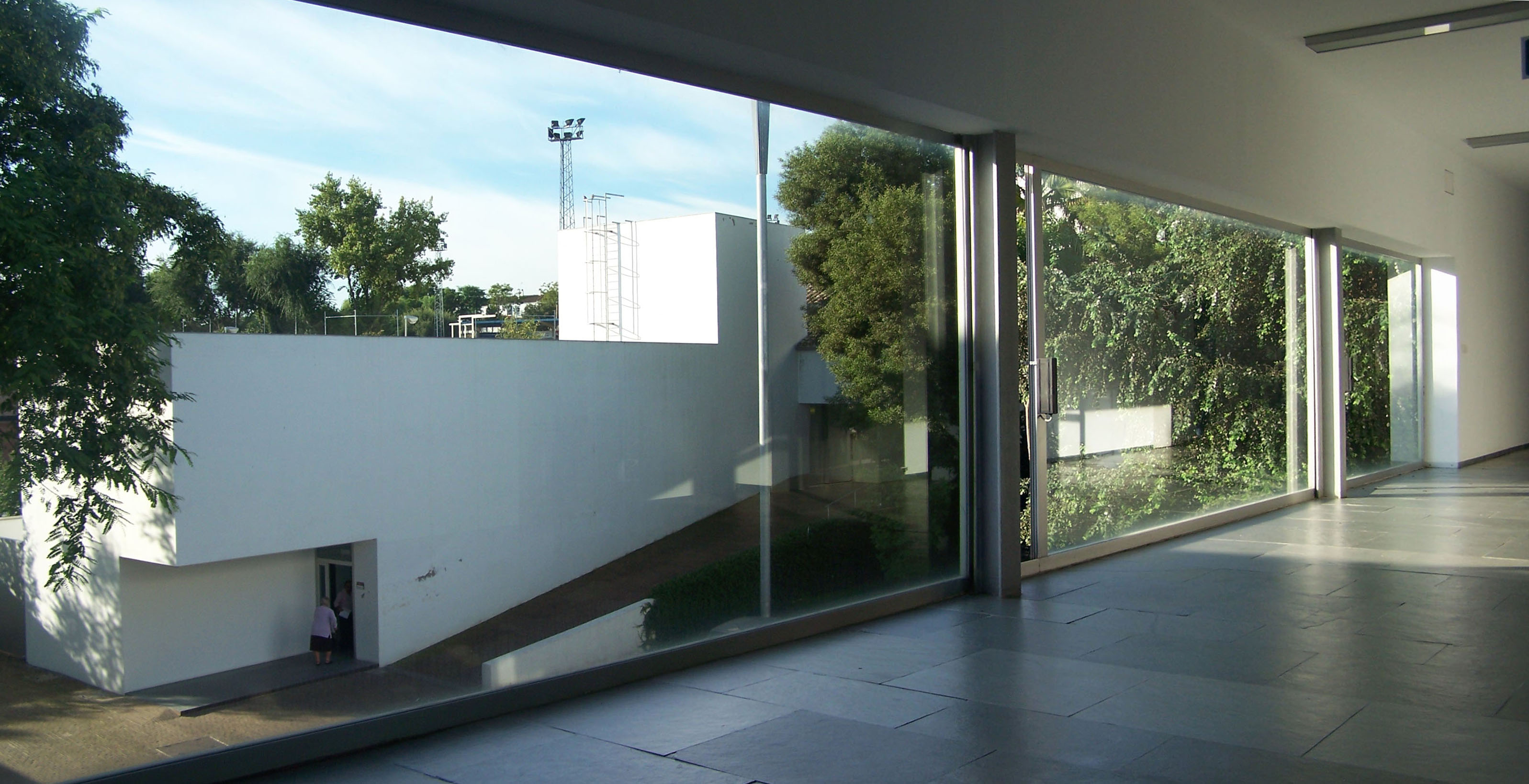
Ventanales al patio del ayuntamiento de Tomares.

La administración política de la ciudad se realiza a través de un ayuntamiento de gestión democrática compuesto por personal elegido mediante sufragio universal cada cuatro años. El censo electoral está compuesto por todos los residentes empadronados en Tomares mayores de 18 años, de nacionalidad española y de los otros países miembros de la Unión Europea. Según lo dispuesto en la Ley del Régimen Electoral General, que establece el número de concejales elegibles en función de la población del municipio, la corporación municipal de Tomares está formada por 21 concejales. Desde las primeras elecciones democráticas en 1979 hasta 2019, los diferentes regidores del municipio agotaron las legislaturas correspondientes. 
| Periodo   | Nombre                                                                | Partido |
| --------- | --------------------------------------------------------------------- | ------- |
| 1979-1983 | José María Delgado Buiza                                              | PSOE    |
| 1983-1987 | José María Delgado Buiza                                              | PSOE    |
| 1987-1991 | José María Delgado Buiza                                              | PSOE    |
| 1991-1995 | Ricardo Fernández Cuello                                              | PSOE    |
| 1995-1999 | Alejandro Duque Martín de Oliva                                       | PP      |
| 1999-2003 | Antonia Hierro Recio                                                  | PSOE    |
| 2003-2007 | Antonia Hierro Recio                                                  | PSOE    |
| 2007-2011 | José Luis Sanz Ruiz                                                   | PP      |
| 2011-2015 | José Luis Sanz Ruiz                                                   | PP      |
| 2015-2019 | José Luis Sanz Ruiz                                                   | PP      |
| 2019-2023 | José Luis Sanz Ruiz (2019-2021) José María Soriano Martín (2021-2023) | PP      |
| 2023-act. | José María Soriano Martín                                             | PP      |

El 4 de octubre de 2021, el alcalde José Luis Sanz Ruiz presentó su dimisión como alcalde y concejal de Tomares tras 14 años en el cargo, con motivo de su candidatura a las Elecciones municipales de España de 2023 por la ciudad de Sevilla. El 16 de octubre del mismo año, el tercer teniente de alcalde del gobierno de Sanz, José María Soriano Martín, fue elegido en pleno municipal como nuevo primer edil de la ciudad, con el voto favorable de los 13 concejales del Partido Popular. Soriano se convirtió así en el sexto alcalde de la ciudad de Tomares en democracia.
| Partido político | Partido político                         | 2007  | 2007  | 2007       | 2011  | 2011  | 2011       | 2015  | 2015  | 2015       | 2019  | 2019  | 2019       |
| Partido político | Partido político                         | %     | Votos | Concejales | %     | Votos | Concejales | %     | Votos | Concejales | %     | Votos | Concejales |
|                  | Partido Popular (PP)                     | 40,17 | 4 051 | 10         | 56,38 | 6 960 | 14         | 46,17 | 5 307 | 11         | 55,13 | 7 121 | 13         |
|                  | Partido Socialista Obrero Español (PSOE) | 39,16 | 3 949 | 9          | 21,31 | 2630  | 5          | 20,16 | 2 317 | 5          | 23,15 | 2 990 | 5          |
|                  | Izquierda Unida (IU)                     | 6,93  | 699   | 1          | 5,52  | 682   | 1          | 4,72  | 542   | 0          | —     | —     | —          |
|                  | Partido Andalucista (PA)                 | 6,62  | 668   | 1          | 7,63  | 942   | 1          | 7,44  | 855   | 1          | —     | —     | —          |
|                  | Podemos                                  |       |       |            |       |       |            | 11,81 | 1 358 | 3          | 10    | 1 291 | 2          |
|                  | Ciudadanos (Cs)                          | —     | —     | —          | —     | —     | —          | 5,9   | 678   | 1          | 6,65  | 859   | 1          |
|                  | Vox                                      | —     | —     | —          | —     | —     | —          | —     | —     | —          | 2,83  | 365   | 0          |

Tras las elecciones municipales de España de 2023, el Partido Popular obtuvo 13 concejales (mayoría absoluta), frente a 6 del Partido Socialista Obrero Español, 1 Con Tomares (Coalición de Podemos, Izquierda Unida y otras fuerzas progresistas) y 1 Vox.
| Partido político | Partido político                         | Votos | %Válidos | Concejales |
|                  | Partido Popular (PP)                     | 7550  | 59,05 %  | 13         |
|                  | Partido Socialista Obrero Español (PSOE) | 3255  | 25,45 %  | 6          |
|                  | Con Tomares                              | 915   | 7,15 %   | 1          |
|                  | Vox                                      | 749   | 5,85 %   | 1          |

## Servicios

### Educación
El municipio cuenta con 10 centros de educación infantil, 2 centros de educación infantil y primaria, 1 centro de educación primaria, 3 centros docentes privados, 2 centros de educación secundaria y una escuela de música. Además, se imparte un Ciclo formativo de Grado Superior en Imagen y sonido. Listado de centros según la Consejería de Educación y Deporte de la Junta de Andalucía:
- CEIP Juan Ramón Jiménez.
- CEIP Tomás de Ybarra.
- CEP Infanta Leonor.
- IES Ítaca.

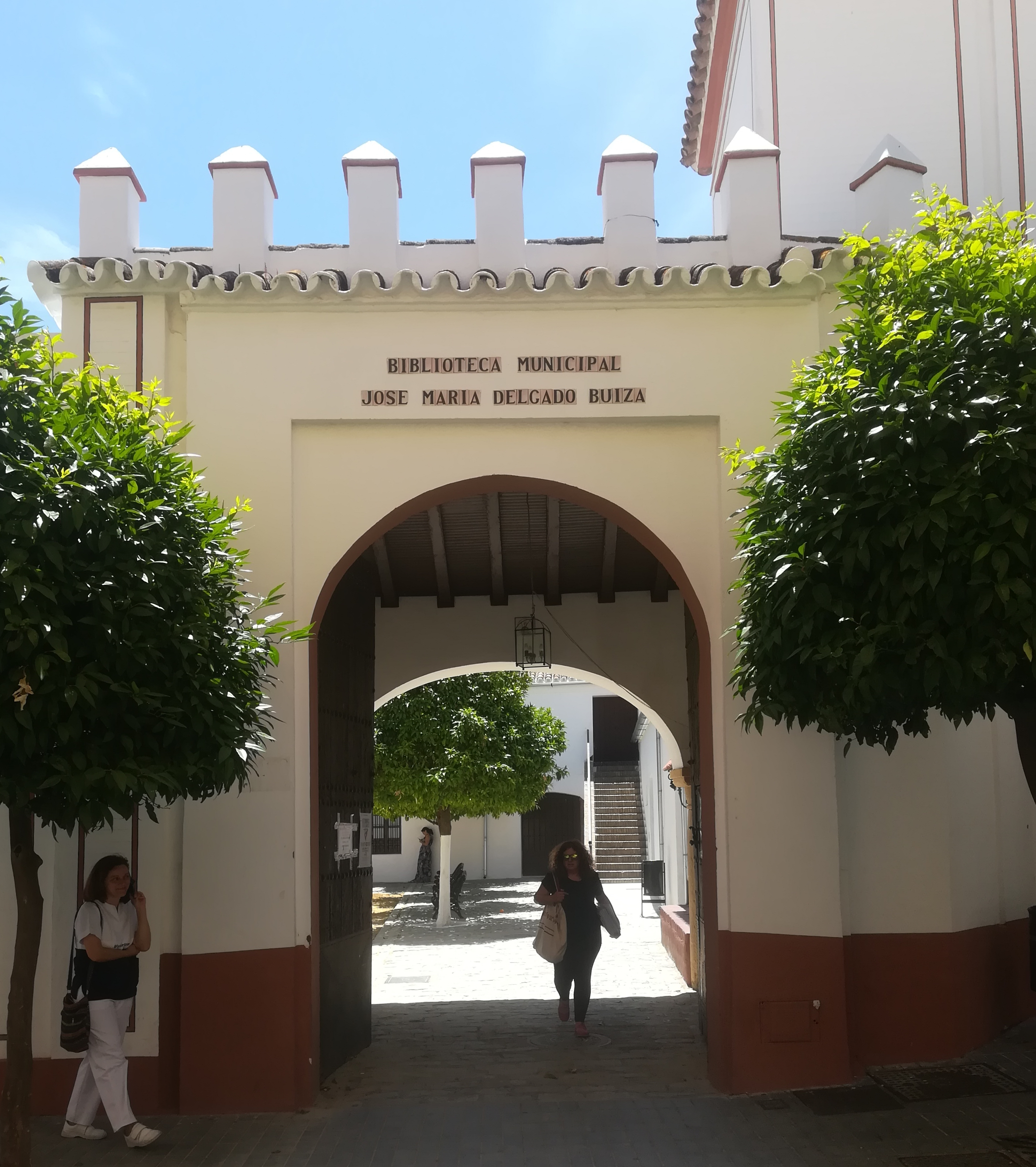
Entrada de la biblioteca municipal de Tomares

- IES Néstor Almendros (+ Ciclo Formativo).
- CDP Al-Ándalus 2000.
- CDP La Cometa.
- CDP CESA Campus de Estudios Superiores Aljarafe.
- Escuela Infantil El Carmen.
- Escuela Infantil Nemo.
- Escuela Infantil Tomares.
- CEI El Búho de Altamira.
- CEI El Nido.
- CEI Pulgarcito.
- CEI Travesuras.
- CEI Veo-veo.
- CEI Virgen de los Dolores.
- Escuela autorizada de Música Albéniz.
- Sección de Educación Permanente.

### Sanidad
La sanidad pública en Tomares está gestionada por la Consejería de Salud y Consumo de la Junta de Andalucía a través del Servicio Andaluz de Salud como gestor de los servicios sanitarios. En el término municipal se ofrece atención primaria mediante el centro de salud de Tomares, ubicado en la avenida del Aljarafe, donde se prestan servicios de medicina general, pediatría, enfermería y otras especialidades básicas. Este centro carece de servicio de urgencias 24 horas, por lo que los vecinos que lo requieran deben desplazarse al ambulatorio del municipio de Castilleja de la Cuesta, que cubre las emergencias y atención urgente en varias localidades del Aljarafe.
En 2023, la Junta de Andalucía anunció la ampliación del centro de salud municipal y planteó la posibilidad de creación de un servicio de urgencias 24 horas en ese mismo centro para cubrir las necesidades de los más de 25000 habitantes.

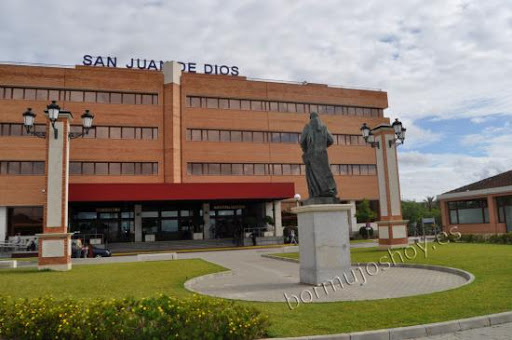
Hospital de referencia San Juan de Dios del Aljarafe

El Hospital San Juan de Dios del Aljarafe, ubicado en la localidad colindante de Bormujos, es el hospital de referencia para Tomares y gran parte del Aljarafe sevillano, dentro del distrito sanitario Aljarafe. No obstante, es común la derivación hospitalaria a otros centros de especialidades ubicados en Sevilla como el Hospital Universitario Virgen del Rocío, Hospital Universitario Virgen Macarena o Hospital Universitario Virgen de Valme, principalmente.
También existen algunas clínicas, policlínicas y hospitales privados en el municipio que ejercen asistencia sanitaria privada que, en ciertas ocasiones, los pacientes asisten tras derivaciones y conciertos con la sanidad pública.

### Energía
El suministro energético de la ciudad de Tomares se rige por las directrices que establece el Plan Energético de Andalucía, aprobado en 2003.

#### Electricidad
Tomares se encuentra alimentada mediante la red de transporte con tensiones de 400 y 220 kV establecidas para atender el suministro eléctrico al área metropolitana de Sevilla. Los nudos eléctricos correspondientes tienen conexiones con las áreas de Extremadura, Campo de Gibraltar y Bahía de Cádiz, así como con las provincias de Huelva y Córdoba.

La planificación de la red de transporte aprobada por el Gobierno en mayo de 2008 prevé la realización de nuevas instalaciones eléctricas en la zona de Sevilla. Entre éstas destaca el cierre por el oeste del anillo de 400 kV que rodea el área metropolitana y una nueva interconexión con Portugal. Del transporte de la energía eléctrica por todo el territorio nacional se ocupa en régimen de monopolio la empresa Red Eléctrica de España.

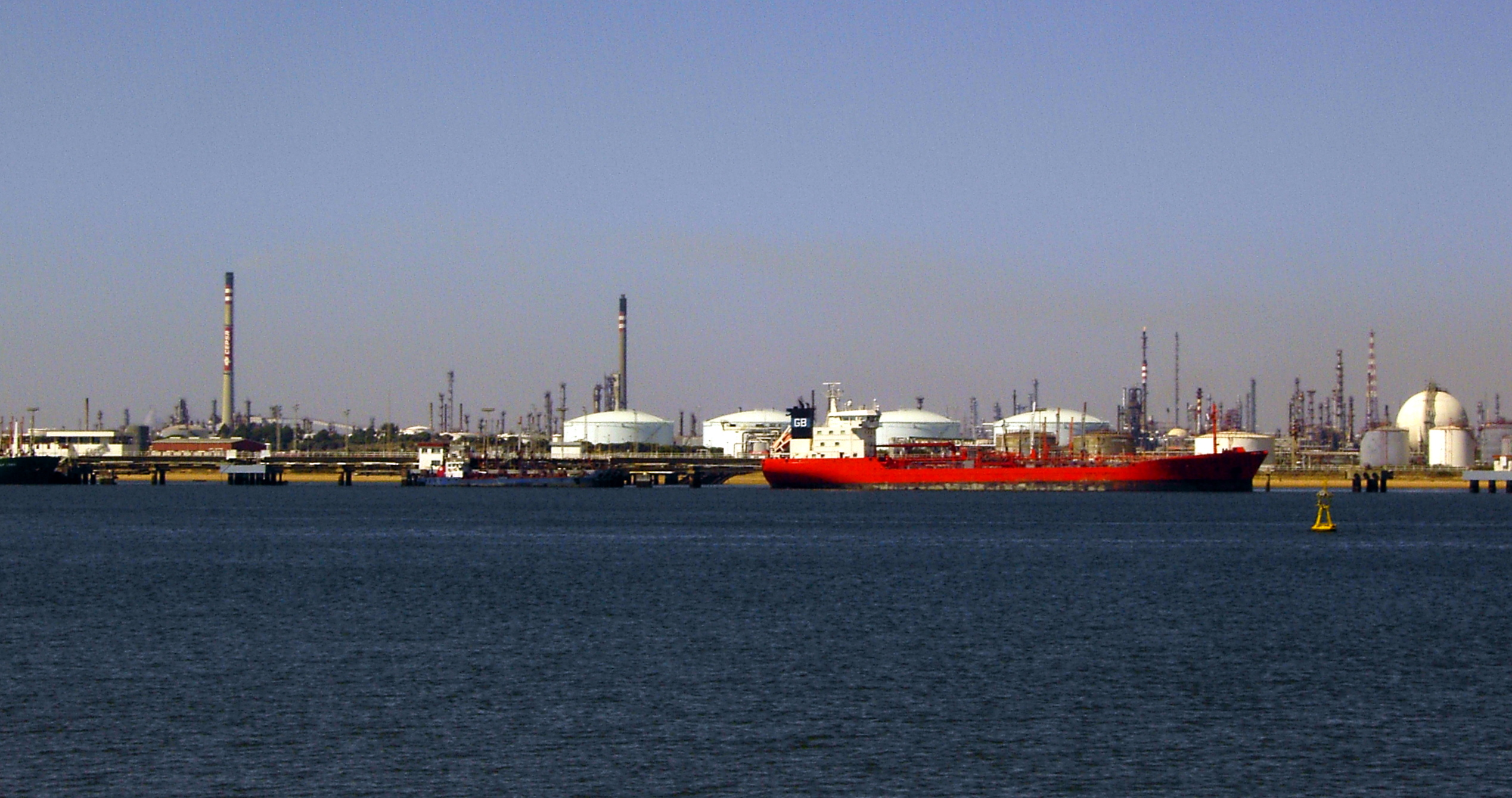
Polo químico de Huelva

#### Combustibles derivados del petróleo
Tomares se abastece de combustibles derivados del petróleo (gasolina y gasóleo) desde las instalaciones de almacenamiento que la Compañía Logística de Hidrocarburos (CLH) posee en Sevilla. En 2008, CLH tenía concertados contratos de servicios logísticos para la utilización de sus instalaciones con la mayor parte de los operadores que actúan en España. El combustible que se almacena y distribuye en las instalaciones de Sevilla proviene básicamente de la refinería de petróleo ubicada en el Polo Químico de Huelva, con la cual se conecta a través de un oleoducto.

#### Gas Natural
El gas natural que se consume en Tomares proviene principalmente de Argelia y en pequeña proporción de los yacimientos de las provincias de Huelva y Sevilla. Es transportado primero por una red básica en alta presión responsabilidad de Enagás y a continuación se distribuye a viviendas e industrias por las instalaciones de Gas Andalucía.

Mapa de gaseoductos en la zona euroafricana, en amarillo el que abastece al municipio

#### Gases Licuados del Petróleo (GLP)
En la orilla del río Guadalquivir que pertenece a Dos Hermanas hay un pequeño puerto para atraque de buques butaneros, que mediante gasoducto transportan el gas a sendas plantas envasadoras de bombonas de gas butano instaladas en el polígono industrial Carretera de la Isla y que pertenecen a las empresas CEPSA y Repsol. A partir de ellas salen los camiones con las bombonas llenas de gas butano que reparten por una amplia zona de Andalucía y Extremadura.

### Agua potable y residual

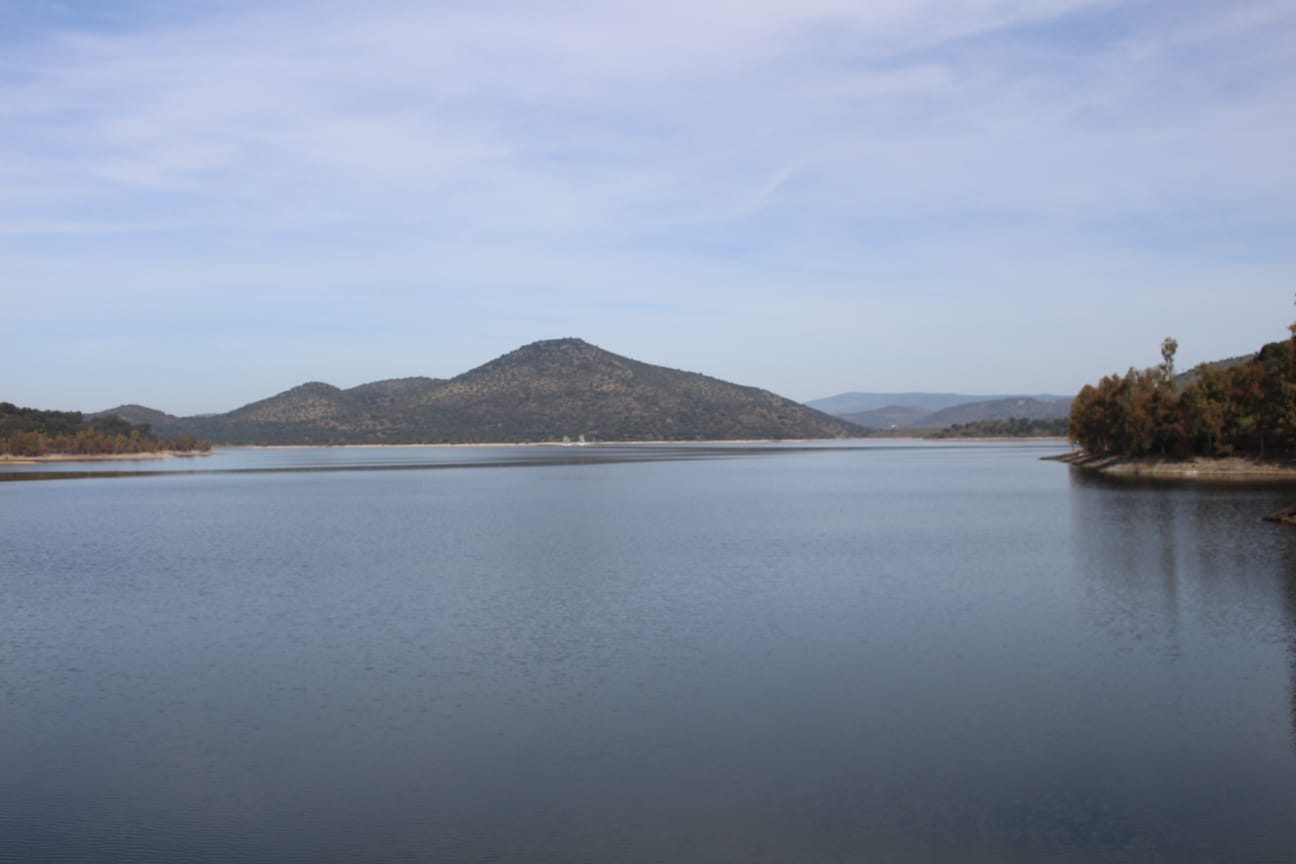
Pantano de El Pintado, uno de los principales abastecedores de agua a Tomares

El abastecimiento de agua potable, alcantarillado y depuración de las aguas residuales de Tomares lo realiza Aljarafesa (Empresa Mancomunada del Aljarafe), empresa que también surte a gran parte de los municipios de la comarca del Aljarafe y tiene sede en la propia localidad tomareña. El abastecimiento proviene del Huéznar y sobre todo del pantano de El Pintado, ubicado en el municipio de Cazalla de la Sierra y otros municipios de Extremadura. El proceso de saneamiento para depurar los vertidos de la cuenca de río Guadalquivir, entre los que se incluyen los de Tomares, se realiza en el término municipal de Palomares del Río.

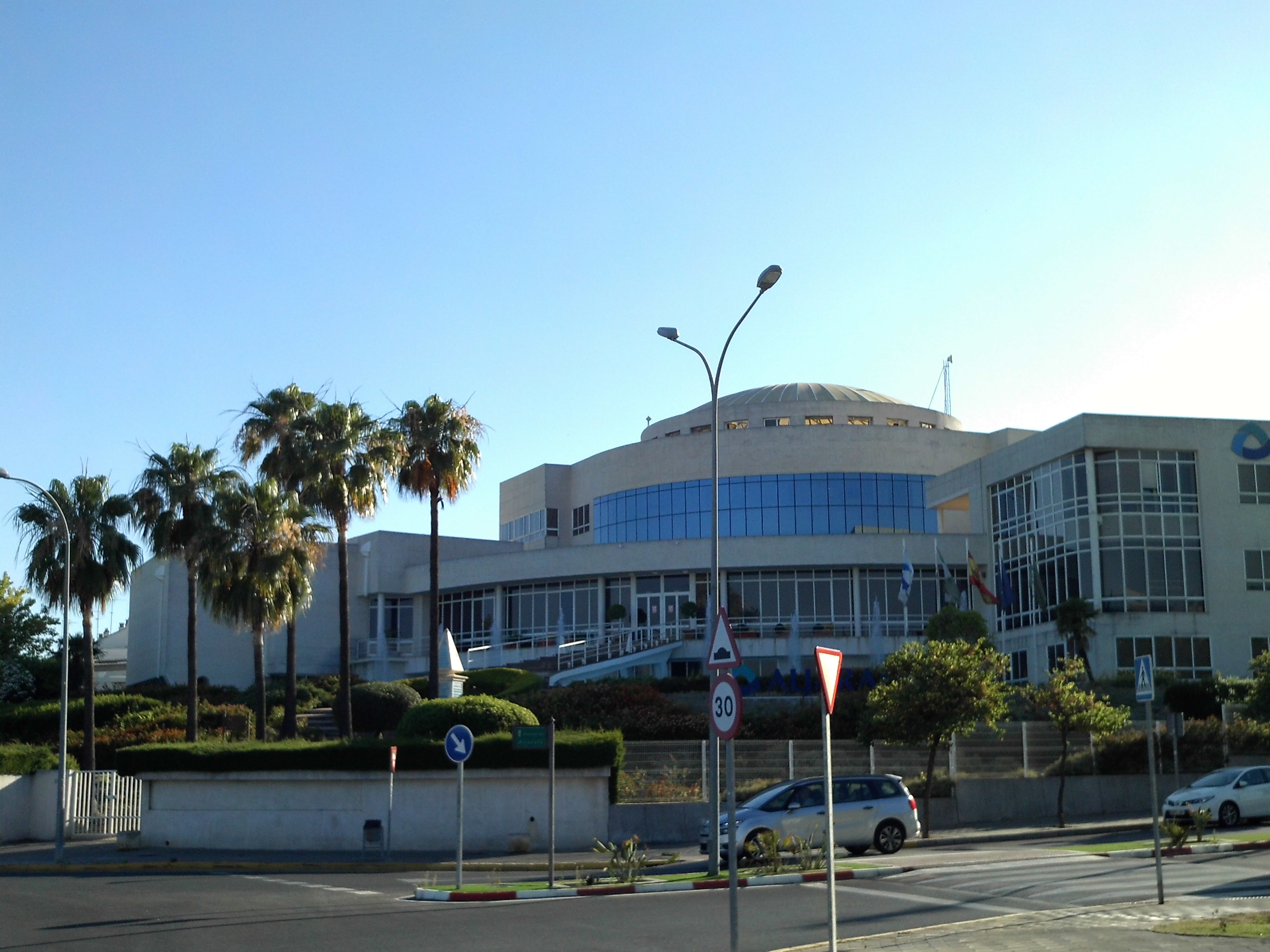
Sede de Aljarafesa (Tomares)

### Residuos urbanos y limpieza de calles
La recogida de los residuos sólidos urbanos y la limpieza de las calles de Tomares son competencia de la empresa Ferrovial Servicios, tras ganar el concurso municipal del Ayuntamiento de Tomares por el que se le adjudicó en 2015 el servicio público de limpieza, recogida de residuos y conservación y mantenimiento de los parques y zonas verdes hasta 2025.

### Abastecimiento
Desde su creación en 1971, Mercados Centrales de Abastecimiento de Sevilla (Mercasevilla), en colaboración con el Ayuntamiento de Sevilla, distribuyen productos perecederos en el área metropolitana de Sevilla. Es una de las 23 unidades alimentarias de la empresa nacional Mercasa, que a su vez depende de la Sociedad Estatal de Participaciones Industriales (SEPI) y del Ministerio de Agricultura, Pesca y Alimentación.
En las instalaciones de Mercasevilla, con una superficie de 375 000 m², operan más de 230 empresas, de las cuales 137 son mayoristas y 93 se dedican a actividades de distribución, servicios logísticos o atención a usuarios. Para ello hay mercados mayoristas de frutas, hortalizas y pescados; un matadero de gestión privada; tres empresas de elaboración y distribución de envases y embalajes; además de una zona de actividades complementarias y una zona comercial y de servicios.
En 2008, Mercasevilla afirmó ser "el mayor mercado mayorista del Sur de Europa", cubriendo su zona de influencia Andalucía Occidental, Extremadura y el Algarbe portugués.

## Cultura

### Literatura
La biblioteca pública municipal José María Delgado Buiza se ubica en la calle Navarro Caro, en las instalaciones de la Hacienda Montefuerte, construida en el siglo XVII como cortijo dedicado a la producción de aceite. Posee una sala infantil y tres salas con capacidad para más de doscientas personas. También podemos encontrar otras bibliotecas en los diferentes Centros de Educación Pública repartidos por la localidad.
Por otra parte, La Feria del Libro de Tomares es la única que se celebra en la provincia sevillana sin contar la de la capital. Este evento ha reunido durante las X Ediciones a escritores e influyentes de la talla de Fernando Sánchez Dragó, Luz Gabás, Lorenzo Silva, Eduardo Mendoza o el expresidente José María Aznar. Suele coincidir con las últimas semanas del mes de abril y también participan las diferentes librerías tomareñas.

### Cine
Tomares posee el último cine de verano privado de la provincia, que lleva cada verano desde 1964 proyectando películas de todos los géneros en sus 72 metros de pantalla al aire libre y con un total de 1000 m² de patio. Solo echó el cierre durante la temporada de verano de 2020 debido al la pandemia del coronavirus.
El último complejo de salas de cine, ubicado en polígono industrial El Manchón, cerró en 2011 tras una gran caída de espectadores.

### Fiestas

#### Feria de Tomares
La fiesta por excelencia del municipio es la Feria de Tomares, celebrada anualmente durante la primera semana de septiembre. Desde 2014, el recinto ferial, de 8800 m², se instala en la explanada de albero junto al colegio Juan Ramón Jiménez, y la zona de las atracciones a lo largo de la avenida Francisco de Goya. La distribución corresponde a la de las ferias tradicionales, con dos filas paralelas de casetas enfrentadas y la caseta municipal al final, presidiendo todo el real.
Además del servicio que proporcionan las casetas, se realizan durante la semana numerosos conciertos y actuaciones, juegos y concursos que se han convertido en un referente de la fiesta: Cocineros y Grandes Abuelos, concurso de arroces, concurso de guisos, concurso de trajes de flamenca, flamenca mejor vestida de la Feria, concurso de baile por sevillanas, concurso de casetas y como cierre, la entrega de premios.

#### Otras festividades
- Día de Andalucía: cada 28 de febrero se celebra el Día de Andalucía, siendo festivo en la comunidad autónoma. En la localidad se suelen realizar numerosos actos institucionales por parte del ayuntamiento como el izado de la bandera andaluza en la plaza de la Constitución y la interpretación del himno de Andalucía por parte de la banda sinfónica municipal de Tomares.
- Corpus Christi: las calles de Tomares reciben anualmente a la procesión del Corpus Christi, transformadas con altares, mantones y colgaduras en los balcones. La procesión la encabeza el Guion Sacramental de la Hermandad del Santísimo Cristo de la Vera Cruz, Santa María de los Dolores y San Sebastián, junto a la corporación municipal y los hermanos mayores de la hermandad. Dura una hora y sale desde la iglesia de Belén, en el centro del municipio, y después se realiza la tradicional misa con motivo del Corpus Christi.[82]Iglesia Nuestra Señora de Belén

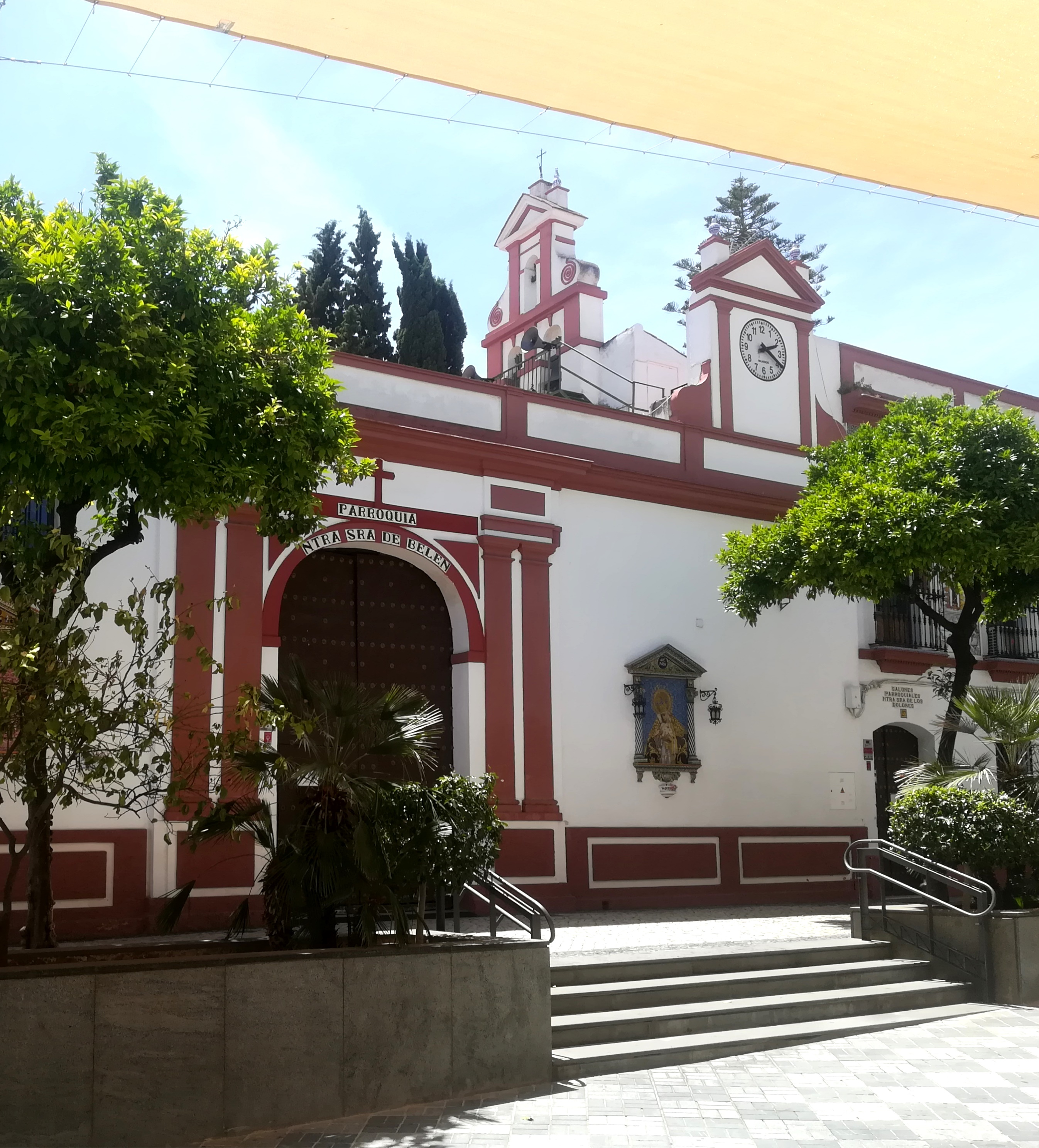
Iglesia Nuestra Señora de Belén

- Semana Santa: el Jueves Santo, el Cristo de la Vera Cruz y la Virgen de los Dolores son sacados en procesión acompañados de miles de devotos desde las 17:30 horas hasta las 00:30. Cabe destacar su paso por la estrecha calle Colón, donde se esparcen pétalos de flores a la virgen a su paso, y el cruce en la Cruz del Camino Viejo de ambas procesiones.

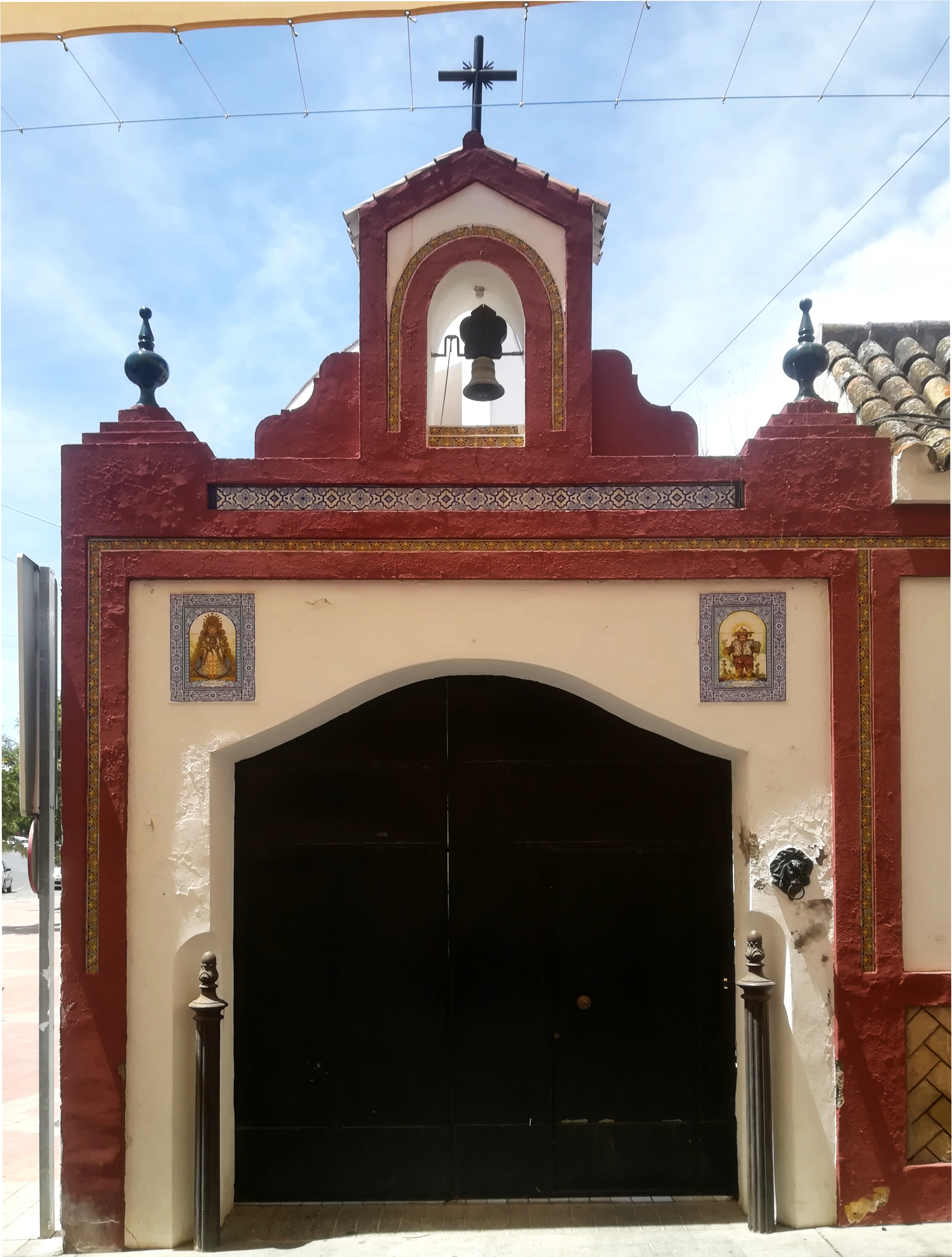
Capilla de la Hermandad del Rocío

- Capilla de la Hermandad del RocíoRomería del Rocío: cada año, miles de tomareños salen en Romería desde Tomares hasta la ermita de El Rocío, andando durante 5 días junto a la Carreta de Plata de la Hermandad del Rocío de Tomares ubicada en la calle Tomás Ibarra n.° 14 y junto al Coro Rociero de Tomares. La Romería está precedida por la misa de romeros, el martes a las 8:30 horas en la iglesia de Nuestra Señora de Belén.

- Carnaval: durante dos días, antes de empezar la Cuaresma, Tomares celebra el carnaval con una gran fiesta de disfraces, comparsas y chirigotas, acompañadas de concursos para los más chicos y pasacalles de las chirigotas ganadoras del concurso.

- Romería de San Sebastián: aunque desde tiempos del conde-duque de Olivares, quien instauró esta festividad en el Aljarafe, la Romería se celebraba el 20 de enero, en los años 1980 se cambió a mayo para evitar problemas meteorológicos.

- Velá de las Almenas: en julio de cada verano desde hace treinta años se celebra en la barriada de Las Almenas la Velá en la que se disfruta de numerosas actividades de convivencia, música y diversión, y se pueden degustar tapas mientras se realizan espectáculos sobre el escenario central.

- Velá del Camino Viejo: de viernes a domingo, a principios de agosto, se produce la Velá de la barriada de Camino Viejo en el parque principal del distrito, con multitud de actividades, al igual que la de las Almenas.

### Gastronomía

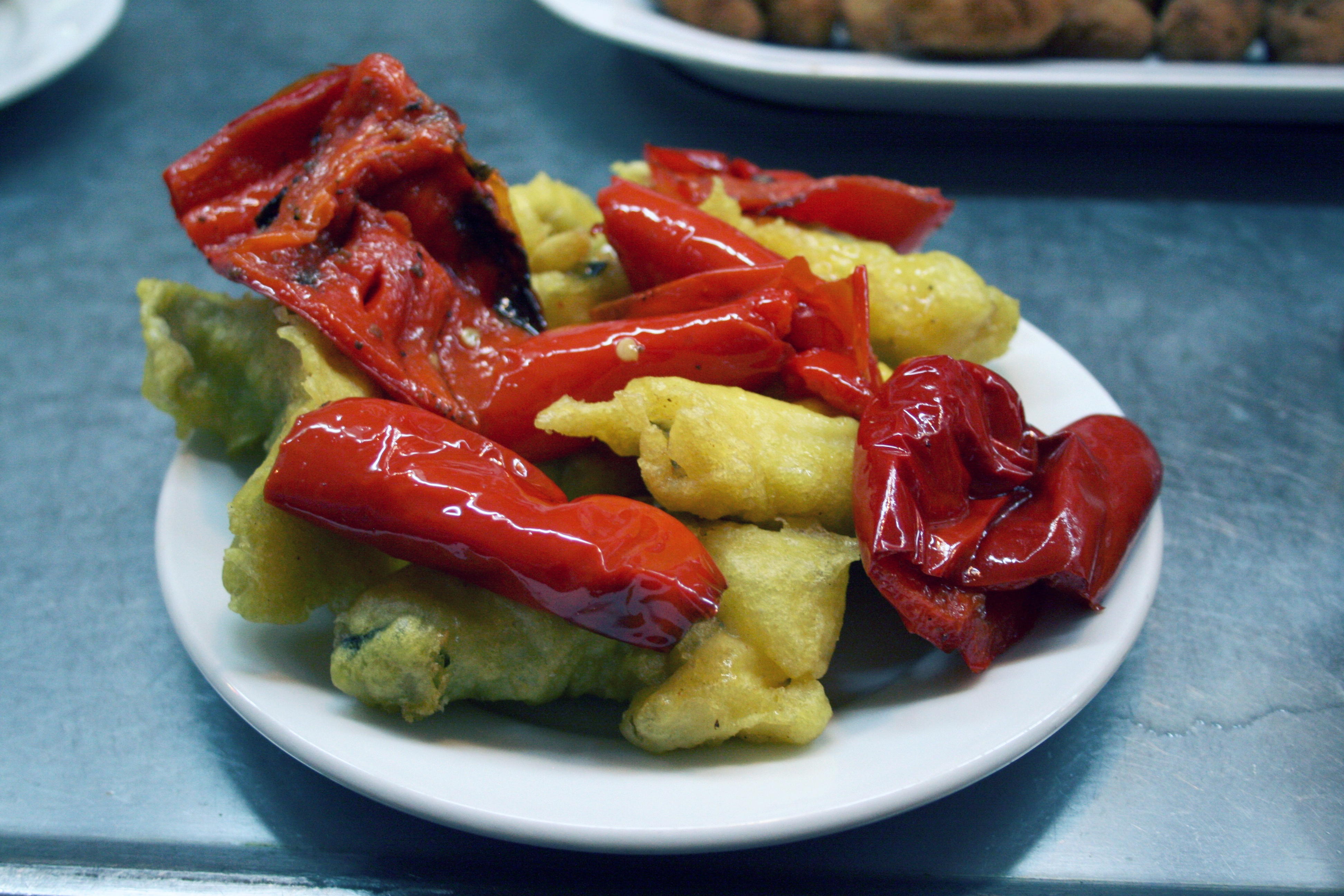
Pavía de bacalao con pimientos

La ciudad comparte costumbres culinarias con el resto del Aljarafe y la ciudad de Sevilla, aunque cabe destacar las recetas compartidas por tradición como el revoltijo (pisto con huevos), la sopa blanca (huevo, limón) o el arroz del Aljarafe (con pollo y aceitunas). También es tradición las pavías de merluza y bacalao de la hermandad sacramental del municipio.
El evento gastronómico más sonado es la Ruta de la Tapa de Tomares, con una amplia variedad de platos que llenan cada edición los alrededor de 40 establecimientos hosteleros que se inscriben.

## Comercios
Tomares destaca por su diversa escena comercial, que engloba desde el pequeño comercio tradicional, representado por tiendas emblemáticas con más de 50 años de trayectoria, como El Arca de Noé, un mítico comercio con orígenes en el barrio de Triana, hasta la presencia de grandes superficies como Leroy Merlin.

## Deportes

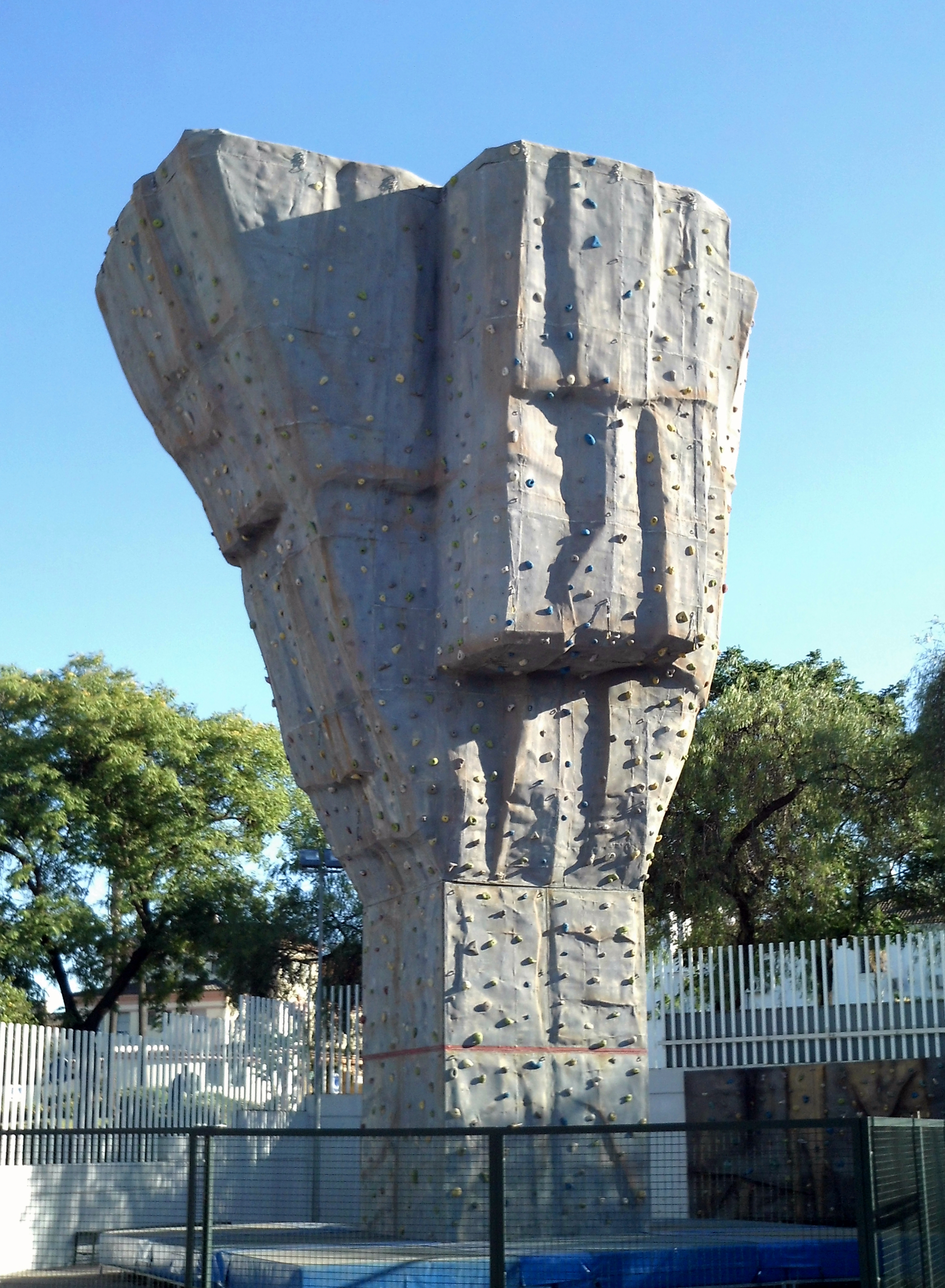
Rocódromo municipal de Tomares

El Área de Deportes del Ayuntamiento de Tomares proporciona los servicios casi una veintena de Escuelas Deportivas Municipales, entre las que se incluye actividades como atletismo, baloncesto, voleibol, kárate, gimnasia rítmica, pilates, gimnasia de mantenimiento, yoga, fútbol sala, waterpolo, natación sincronizada y de competición, patinaje artístico, tenis, pádel, esgrima, escalada y equitación, además de juegos predeportivos. Muchas de estas escuelas participan a nivel provincial y nacional en campeonatos oficiales como representación del municipio.
En cuanto a instalaciones deportivas, el municipio cuenta con el polideportivo Mascareta, que cuenta con varias pistas multideportivas, una pista de atletismo, piscinas municipales, pistas de tenis y pádel, y un rocódromo. También desde 2009 cuenta con el polideportivo Camino Viejo, con pistas de tenis y pádel, una pista multiuso y un campo de fútbol. En 2018 se inauguró el skatepark Ignacio Echeverría, ubicado junto al parque del Zaudín y a principios de 2019 se construyó un parque de calistenia junto al skatepark.

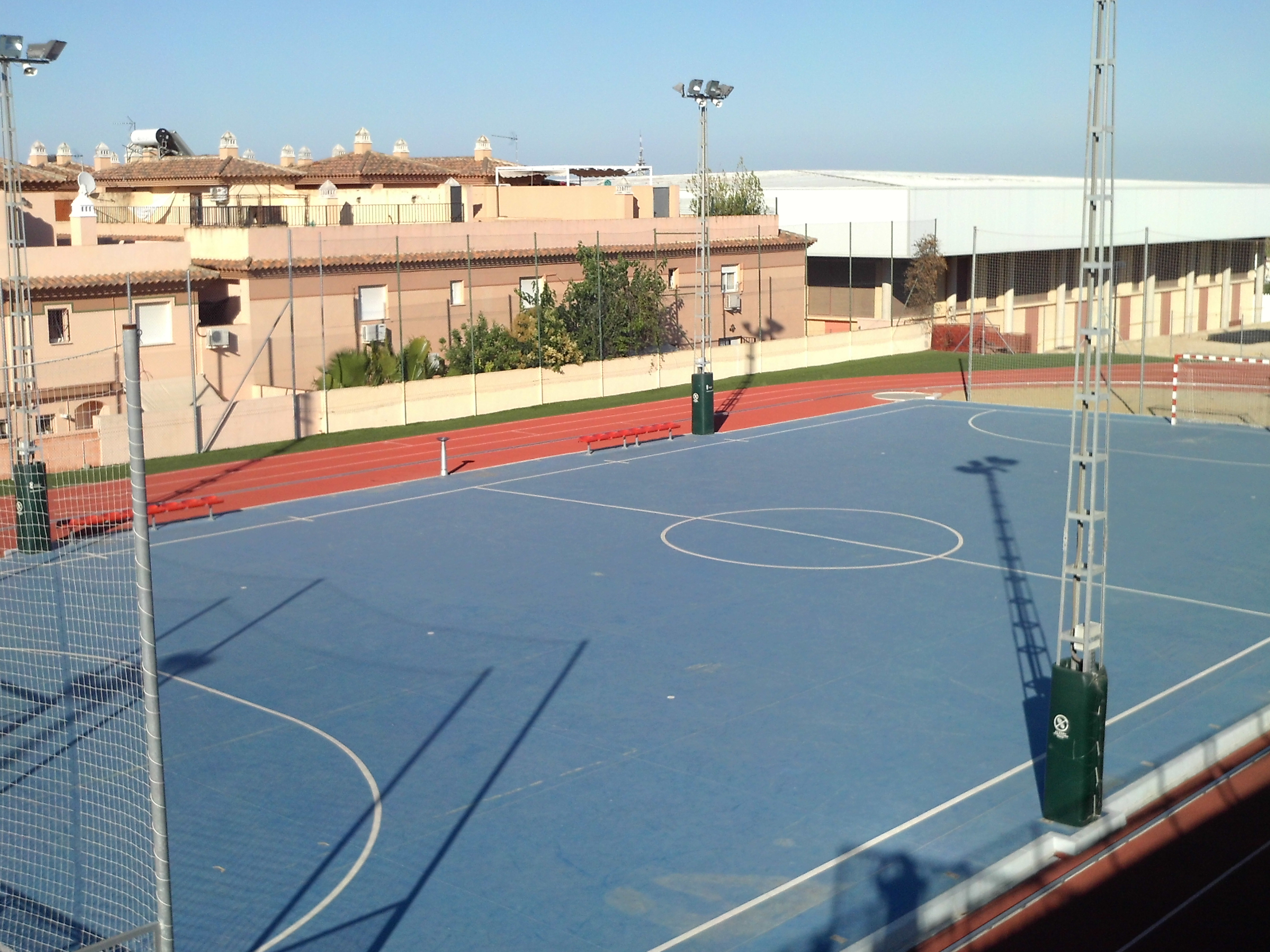
Pista de fútbol y pista del atletismo junto al Polideportivo Mascareta

### Fútbol
El fútbol tomareño se centra principalmente en los dos equipos del municipio: la Unión Deportiva Tomares y el Camino Viejo Club de Fútbol. Ambos equipos están compuestos de varias categorías en función de la edad, que participan en las diferentes divisiones de la Real Federación Andaluza de Fútbol por provincias.
- La UD Tomares fue fundada en 1976 y se localiza en el estadio municipal San Sebastián, en las proximidades del centro de la ciudad.[90]El club cuenta con varias categorías, desde equipos juveniles hasta el primer equipo que compite en ligas regionales. La cantera es un aspecto fundamental del club, donde se desarrollan jóvenes talentos que pueden progresar a las categorías superiores o incluso llegar al fútbol profesional. El primer equipo de la UD Tomares ha competido en diferentes divisiones del fútbol regional andaluz. Aunque no ha alcanzado las máximas categorías del fútbol español, ha tenido participaciones destacadas en competiciones como la División de Honor Andaluza y otras ligas regionales. Su participación en estas competiciones le ha permitido medirse con otros clubes importantes de la región y ser un representante destacado del fútbol tomareño. Cabe destacar que en la temporada 2020-2021, la UD Tomares logró clasificarse para la Copa de Su Majestad el Rey por primera vez en toda su historia, edición en la que disputó la primera ronda del campeonato en la que fue eliminado por el Club Atlético Osasuna en el estadio La Cartuja de Sevilla. [91]

- El Camino Viejo CF se fundó en 1982 y tiene como sede el polideportivo municipal Camino Viejo desde 2009. El nombre se debe al barrio homónimo ubicado al este del municipio.

### Otros deportes
El municipio también fue elegido por la Vuelta a España para finalizar la 13.º etapa de 2017 y también sus calles fueron incluidas en el itinerario de la etapa 7.º Vuelta de 2013, finalizada en el municipio vecino de Mairena del Aljarafe.